# Musikjahr 1983
Liste der Musikjahre

◄◄ | ◄ | 1979 | 1980 | 1981 | 1982 | Musikjahr 1983 | 1984 | 1985 | 1986 | 1987 | ► | ►►

Weitere Ereignisse · Country-Musik
Dieser Artikel behandelt das Musikjahr 1983.
Zu den erfolgreichsten Künstlern gehörte Michael Jackson. Sein Album Thriller, zugleich das erfolgreichste Album der Popgeschichte mit bis zu 110 Millionen verkauften Einheiten, steht 37 Wochen auf Platz eins der amerikanischen Albumcharts. Die erfolgreichste Single in Deutschland war Flashdance … What a Feeling der US-amerikanischen Sängerin Irene Cara aus dem gleichnamigen Film, die es auch in der Schweiz auf Platz eins der Jahrescharts brachte.

## Ereignisse

### Populäre Musik

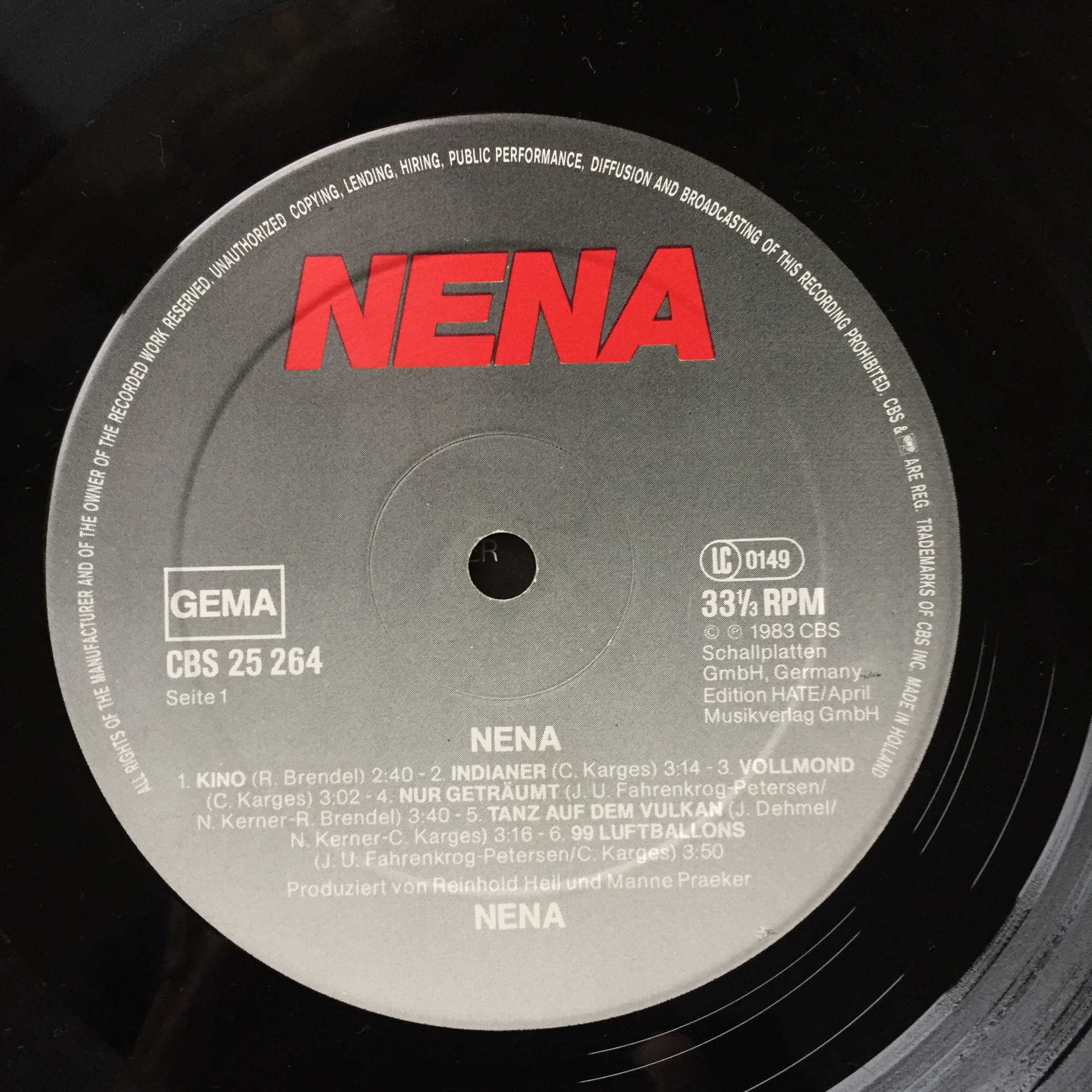
Die Band Nena veröffentlichte ihr gleichnamiges Debüt.

- 14. Januar: Das selbstbetitelte Debüt von Nena erscheint. Die daraus im gleichen Monat veröffentlichte Single 99 Luftballons wird zum internationalen Hit und einem der erfolgreichsten Popsongs in deutscher Sprache.
- 07. März: Mit Blue Monday von New Order erscheint ein wegweisender Song sowohl für New Wave und Synthiepop als auch für die Elektronische Tanzmusik insgesamt.
- 05. April: Die erste Folge der alsbald sehr populären Musiksendung Formel Eins, moderiert von Peter Illmann, wird im deutschen Fernsehen ausgestrahlt.
- 30. April: Prince erzielt mit Little Red Corvette zum ersten Mal in seiner Karriere einen Top-Ten-Single-Hit in den USA.
- 18. Mai: Der britische Singer-Songwriter David Bowie startet in Brüssel seine Serious Moonlight Tour.
- 26. Mai: Mike Oldfield startet in Straßburg seine Crises Tour.
- 01. Juni: Die britische Rockband Supertramp startet in Stockholm ihre Famous Last Words Tour.
- 23. Juli: Die britische New-Wave-Band The Police startet in Chicago ihre Synchronicity Tour.
- 25. Juli: Kill ’Em All, das Debütalbum von Metallica erscheint.
- 27. Juli: Die US-amerikanische Sängerin und Songschreiberin Madonna veröffentlicht in den USA ihr gleichnamiges Debütalbum, mit den Titeln Holiday und Lucky Star.
- 06. August: Der in der Popszene tätige deutsche Countertenor Klaus Nomi stirbt im Sloan Kettering Hospital Center in New York City an den Folgen von AIDS. Er ist einer der ersten bekannten Künstler, die an dieser Krankheit sterben.
- 07. September: Die britische Synthie-Pop-/Synth-Rock-Band Depeche Mode startet in Hitchin ihre Construction Time Again Tour. Die Tournee endet nach 48 Konzerten am 2. Juni 1984 in Ludwigshafen.
- 18. September: Erstmals sind die Bandmitglieder von Kiss im Zuge der Promotion für ihr fünf Tage später erscheinendes Album Lick It Up auf MTV ungeschminkt zu sehen.
- 25. Oktober: Udo Lindenberg hat im Rahmen eines „Friedenskonzertes“ seinen – wie sich später zeigen sollte – einzigen Auftritt in der DDR im Berliner Palast der Republik. Dieser war durch seinen Hit Sonderzug nach Pankow ausgelöst worden, in dem der Sänger ironisch an Staatschef Erich Honecker appelliert.
- 07. November: Die britische Progressive-Rock-Band Genesis startet in Normal ihre Mama Tour.
- 03. Dezember: Slayer bringen ihr Debüt Show No Mercy heraus.

### Klassische Musik und Musiktheater
- 01. Mai: Das Musical My One and Only von Peter Stone und Timothy S. Mayer, basierend auf dem Musical Funny Face von George und Ira Gershwin, wird am St. James Theatre in New York City uraufgeführt.
- 17. Juni: Uraufführung der Oper A Quiet Place von Leonard Bernstein in Houston
- 02. Juli: Uraufführung des musikalischen Märchens Prinz Chocolat von Gottfried von Einem in Bern
- 24. September: Im Theater an der Wien in Wien findet unter der Leitung von Peter Weck die deutschsprachige Erstaufführung des Musicals Cats von Andrew Lloyd Webber statt.
- 24. November: Uraufführung der Märchenoper Fanferlieschen Schönefüßchen von Kurt Schwertsik am Kammertheater der Württembergischen Staatstheater in Stuttgart
- 29. September: In Chicago wird die III. Symphonie von Witold Lutosławski uraufgeführt.
- 28. November: Uraufführung der Oper Der heilige Franziskus von Assisi von Olivier Messiaen an der Grand Opéra Paris
- 20. Dezember: Uraufführung der Oper Die Fastnachtsbeichte von Giselher Klebe in Darmstadt
- Hubert Bognermayr und Harald Zuschrader veröffentlichen ihr Werk Bergpredigt – Oratorium für Musikcomputer und Stimmen auf dem Musiklabel Erdenklang.

### Film und Fernsehen
- 11. Februar: Der Konzertfilm Let’s Spend the Night Together der Rolling Stones feiert in New York City Premiere.
- 11. April: Bei der Oscarverleihung wird Richard Attenboroughs Spielfilm Gandhi achtfach ausgezeichnet, unter anderem als Bester Film. Ben Kingsley erhält den Oscar als Bester Hauptdarsteller. Die Filmmusik von Ravi Shankar und George Fenton erhält eine Oscarnominierung.
- 15. April: Der Musik- und Tanzfilm Flashdance startet in den USA. Im September kommt er in die deutschen Kinos. Der Song Flashdance … What a Feeling von Irene Cara aus dem gleichnamigen Soundtrack wird zu einem Hit.
- Der US-amerikanische Musikfilm Staying Alive kommt als Fortsetzung des erfolgreichen Spielfilms Saturday Night Fever aus dem Jahr 1977 in die Kinos. Wie bei Saturday Night Fever ist der Soundtrack dominiert von Liedern der Bee Gees, darunter der titelgebende Song Stayin’ Alive.
- Eddie and the Cruisers – US-amerikanisches Musikdrama unter der Regie von Martin Davidson
- He Makes Me Feel Like Dancin’ – US-amerikanischer Dokumentarfilm von Emile Ardolino

## Musikcharts

### Deutschland
| Singles                                      | Position | Alben                                         |
| -------------------------------------------- | -------- | --------------------------------------------- |
|                                              |          |                                               |
| Flashdance … What a Feeling Irene Cara       | 1        | Nena                                          |
| Moonlight Shadow Mike Oldfield               | 2        | Thriller Michael Jackson                      |
| Major Tom (völlig losgelöst) Peter Schilling | 3        | Crises Mike Oldfield                          |
| Juliet Robin Gibb                            | 4        | The Getaway Chris de Burgh                    |
| 99 Luftballons Nena                          | 5        | Let’s Dance David Bowie                       |
| I Like Chopin Gazebo                         | 6        | “…famous last words…” Supertramp              |
| Sunshine Reggae Laid Back                    | 7        | Body Wishes Rod Stewart                       |
| Bruttosozialprodukt Geier Sturzflug          | 8        | Flashdance (Soundtrack)                       |
| Billie Jean Michael Jackson                  | 9        | Rock Classics Peter Hofmann                   |
| Baby Jane Rod Stewart                        | 10       | Odyssee Udo Lindenberg und das Panikorchester |

Die längsten Nummer-eins-Singles
Lieder, die die meiste Zeit während eines anderen Jahres auf Platz eins der Charts verbrachten, werden hier nicht aufgeführt.
1. Peter Schilling – Major Tom (völlig losgelöst) (8 Wochen)
2. Paul Young – Come Back and Stay (7 Wochen)
3. Robin Gibb – Juliet; Laid Back – Sunshine Reggae (jeweils 6 Wochen)

Die längsten Nummer-eins-Alben
Alben, die die meiste Zeit während eines anderen Jahres auf Platz eins der Charts verbrachten, werden hier nicht aufgeführt.
1. Michael Jackson – Thriller (11 Wochen)
2. Nena – Nena (9 Wochen)
3. (Soundtrack) – Flashdance (8 Wochen)

Alle Nummer-eins-Hits und die Hits des Jahres

### Österreich
| Singles                                    | Position | Alben                                   |
| ------------------------------------------ | -------- | --------------------------------------- |
|                                            |          |                                         |
| Moonlight Shadow Mike Oldfield             | 1        | Thriller Michael Jackson                |
| Flashdance … What a Feeling Irene Cara     | 2        | Nena                                    |
| Do You Really Want to Hurt Me Culture Club | 3        | Der letzte Tanz Wolfgang Ambros         |
| Codo Tauchen – Prokopetz (DÖF)             | 4        | Adios amor Andy Borg                    |
| I Like Chopin Gazebo                       | 5        | DÖF Tauchen – Prokopetz (DÖF)           |
| Juliet Robin Gibb                          | 6        | Crises Mike Oldfield                    |
| Africa (Voodoo Master) Rose Laurens        | 7        | A Mensch möcht i bleibn Wolfgang Ambros |
| Gel’, du magst mi Ludwig Hirsch            | 8        | Bis ins Herz Ludwig Hirsch              |
| Billie Jean Michael Jackson                | 9        | Let’s Dance David Bowie                 |
| Bruttosozialprodukt Geier Sturzflug        | 10       | Stimmenhören André Heller               |

Die längsten Nummer-eins-Singles
Lieder, die die meiste Zeit während eines anderen Jahres auf Platz 1 der Charts verbrachten, werden hier nicht aufgeführt.
1. Tauchen – Prokopetz (DÖF) – Codo (9 Wochen)
2. Culture Club – Do You Really Want to Hurt Me (7 Wochen)
3. Peter Schilling – Major Tom (völlig losgelöst); Mike Oldfield – Moonlight Shadow; Gazebo – I Like Chopin (jeweils 6 Wochen)

Die längsten Nummer-eins-Alben
Alben, die die meiste Zeit während eines anderen Jahres auf Platz eins der Charts verbrachten, werden hier nicht aufgeführt.
1. Tauchen – Prokopetz (DÖF) – DÖF (15 Wochen)
2. Nena – Nena (10 Wochen)
3. (Soundtrack) – Flashdance; Andy Borg – Adios amor; Wolfgang Ambros – Der letzte Tanz (jeweils 7 Wochen)

Alle Nummer-eins-Hits und die Hits des Jahres

### Schweiz
| Position | Singles                                             |
| -------- | --------------------------------------------------- |
|          |                                                     |
| 1        | Flashdance … What a Feeling Irene Cara              |
| 2        | Moonlight Shadow Mike Oldfield                      |
| 3        | I Like Chopin Gazebo                                |
| 4        | Major Tom (völlig losgelöst) Peter Schilling        |
| 5        | Karma Chameleon Culture Club                        |
| 6        | 99 Luftballons Nena                                 |
| 7        | Billie Jean Michael Jackson                         |
| 8        | L’italiano Toto Cutugno                             |
| 9        | Codo … düse im Sauseschritt Tauchen-Prokopetz (DÖF) |
| 10       | Let’s Dance David Bowie                             |

Die längsten Nummer-eins-Singles
Lieder, die die meiste Zeit während eines anderen Jahres auf Platz 1 der Charts verbrachten, werden hier nicht aufgeführt.
1. Peter Schilling – Major Tom (völlig losgelöst); Culture Club – Karma Chameleon (jeweils 5 Wochen)
2. Geier Sturzflug – Bruttosozialprodukt; Irene Cara – Flashdance … What a Feeling; Gazebo – I Like Chopin; Paul Young – Come Back and Stay (jeweils 4 Wochen)
3. Michael Jackson – Billie Jean; Robin Gibb – Juliet (jeweils 3 Wochen)

Die längsten Nummer-eins-Alben
Alben, die die meiste Zeit während eines anderen Jahres auf Platz eins der Charts verbrachten, werden hier nicht aufgeführt.
1. (Soundtrack) – Flashdance (8 Wochen)

Nur ein weiteres Album eine Woche auf Platz 1 platziert, da Beginn der Chartermittlung erst am 6. November.
Alle Nummer-eins-Hits und die Hits des Jahres

### Vereinigtes Königreich
| Singles                                  | Position | Alben                                      |
| ---------------------------------------- | -------- | ------------------------------------------ |
|                                          |          |                                            |
| Karma Chameleon Culture Club             | 1        | Thriller Michael Jackson                   |
| Uptown Girl Billy Joel                   | 2        | Let’s Dance David Bowie                    |
| Red Red Wine UB40                        | 3        | Colour by Numbers Culture Club             |
| Let’s Dance David Bowie                  | 4        | No Parlez Paul Young                       |
| Total Eclipse of the Heart Bonnie Tyler  | 5        | True Spandau Ballet                        |
| Down Under Men at Work                   | 6        | Fantastic! Wham!                           |
| Billie Jean Michael Jackson              | 7        | Business as Usual Men at Work              |
| True Spandau Ballet                      | 8        | Synchronicity The Police                   |
| All Night Long (All Night) Lionel Richie | 9        | Genesis                                    |
| You Can’t Hurry Love Phil Collins        | 10       | Sweet Dreams (Are Made of This) Eurythmics |

Die längsten Nummer-eins-Singles
Lieder, die die meiste Zeit während eines anderen Jahres auf Platz 1 der Charts verbrachten, werden hier nicht aufgeführt.
1. Culture Club – Karma Chameleon (6 Wochen)
2. Billy Joel – Uptown Girl (5 Wochen)
3. Spandau Ballet – True; The Police – Every Breath You Take; The Flying Pickets – Only You (jeweils 4 Wochen)

Die längsten Nummer-eins-Alben
Alben, die die meiste Zeit während eines anderen Jahres auf Platz eins der Charts verbrachten, werden hier nicht aufgeführt.
1. Michael Jackson – Thriller (7 Wochen)
2. Men at Work – Business as Usual (6 Wochen)
3. John Lennon – The John Lennon Collection; Culture Club – Colour by Numbers (jeweils 5 Wochen)

Alle Nummer-eins-Hits und die Hits des Jahres

### Vereinigte Staaten
Die längsten Nummer-eins-Singles
Lieder, die die meiste Zeit während eines anderen Jahres auf Platz 1 der Charts verbrachten, werden hier nicht aufgeführt.
1. The Police – Every Breath You Take (8 Wochen)
2. Michael Jackson – Billie Jean (7 Wochen)
3. Irene Cara – Flashdance … What a Feeling (6 Wochen)

Die längsten Nummer-eins-Alben
Alben, die die meiste Zeit während eines anderen Jahres auf Platz eins der Charts verbrachten, werden hier nicht aufgeführt.
1. Michael Jackson – Thriller (21 Wochen)
2. Men at Work – Business as Usual (8 Wochen)
3. The Police – Synchronicity (7 Wochen)

Alle Nummer-eins-Hits und die Hits des Jahres

### Charts in weiteren Ländern
Siehe auch: Nummer-eins-Hits 1983 in  Australien, Belgien, Deutschland, Finnland, Frankreich, Irland, Italien, Japan, Kanada, Neuseeland, den Niederlanden, Norwegen, Österreich, Schweden, der Schweiz, Spanien, den Vereinigten Staaten und im Vereinigten Königreich.

## Musikpreise und Ehrungen

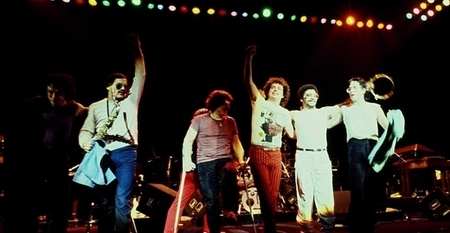
Toto, hier im Oktober 1982, gewannen je einen Grammy für Rosanna und für Toto IV.

### Grammy Awards 1983
Single des Jahres (Record of the Year):
- Rosanna von Toto

Album des Jahres (Album of the Year):
- Toto IV von Toto

Song des Jahres (Song of the Year):
- Always on My Mind von Willie Nelson (Autoren: Johnny Christopher, Mark James, Wayne Carson)

Bester neuer Künstler (Best New Artist):
- Men at Work

### Oscar 1983

#### Beste adaptierte Filmmusik
Leslie Bricusse, Henry Mancini – Victor/Victoria
- Ralph Burns – Annie
- Tom Waits – Einer mit Herz (One from the Heart)

#### Beste Original-Filmmusik
John Williams – E. T. – Der Außerirdische (E.T. the Extra-Terrestrial)
- George Fenton, Ravi Shankar – Gandhi
- Jerry Goldsmith – Poltergeist
- Marvin Hamlisch – Sophies Entscheidung (Sophie's Choice)
- Jack Nitzsche – Ein Offizier und Gentleman (An Officer and a Gentleman)

#### Bester Filmsong
„Up Where We Belong“ aus Ein Offizier und Gentleman (An Officer and a Gentleman) – Will Jennings, Jack Nitzsche, Buffy Sainte-Marie
- „Eye of the Tiger“ aus Rocky III – Das Auge des Tigers (Rocky III) – Jim Peterik, Frankie Sullivan
- „How Do You Keep the Music Playing?“ aus Zwei dicke Freunde (Best Friends) – Marilyn Bergman, Michel Legrand
- „If We Were In Love“ aus Geliebter Giorgio (Yes, Giorgio) – Alan Bergman, Marilyn Bergman, John Williams
- „It Might Be You“ aus Tootsie – Alan Bergman, Marilyn Bergman, Dave Grusin

#### Bester Tonschnitt
Ben Burtt, Charles L. Campbell – E.T. – Der Außerirdische (E.T. the Extra-Terrestrial)
- Richard L. Anderson, Stephen Hunter Flick – Poltergeist
- Mike Le Mare – Das Boot

#### Beste Tonmischung
Gene S. Cantamessa, Don Digirolamo, Robert J. Glass, Robert Knudson – E.T. – Der Außerirdische (E.T. the Extra-Terrestrial)
- Rick Alexander, Les Fresholtz, Les Lazarowitz, Arthur Piantadosi – Tootsie
- Jonathan Bates, Gerry Humphreys, Simon Kaye, Robin O’Donoghue – Gandhi
- Milan Bor, Mike Le Mare, Trevor Pyke – Das Boot
- James LaRue, Bob Minkler, Lee Minkler, Michael Minkler – Tron

### Musikwettbewerbe
Eurovision Song Contest
1. Corinne Hermès: Si la vie est cadeau
2. Ofra Haza: Hi
3. Carola: Främling
4. Daniel: Džuli
5. Hoffmann & Hoffmann: Rücksicht

## Jahresbestenlisten

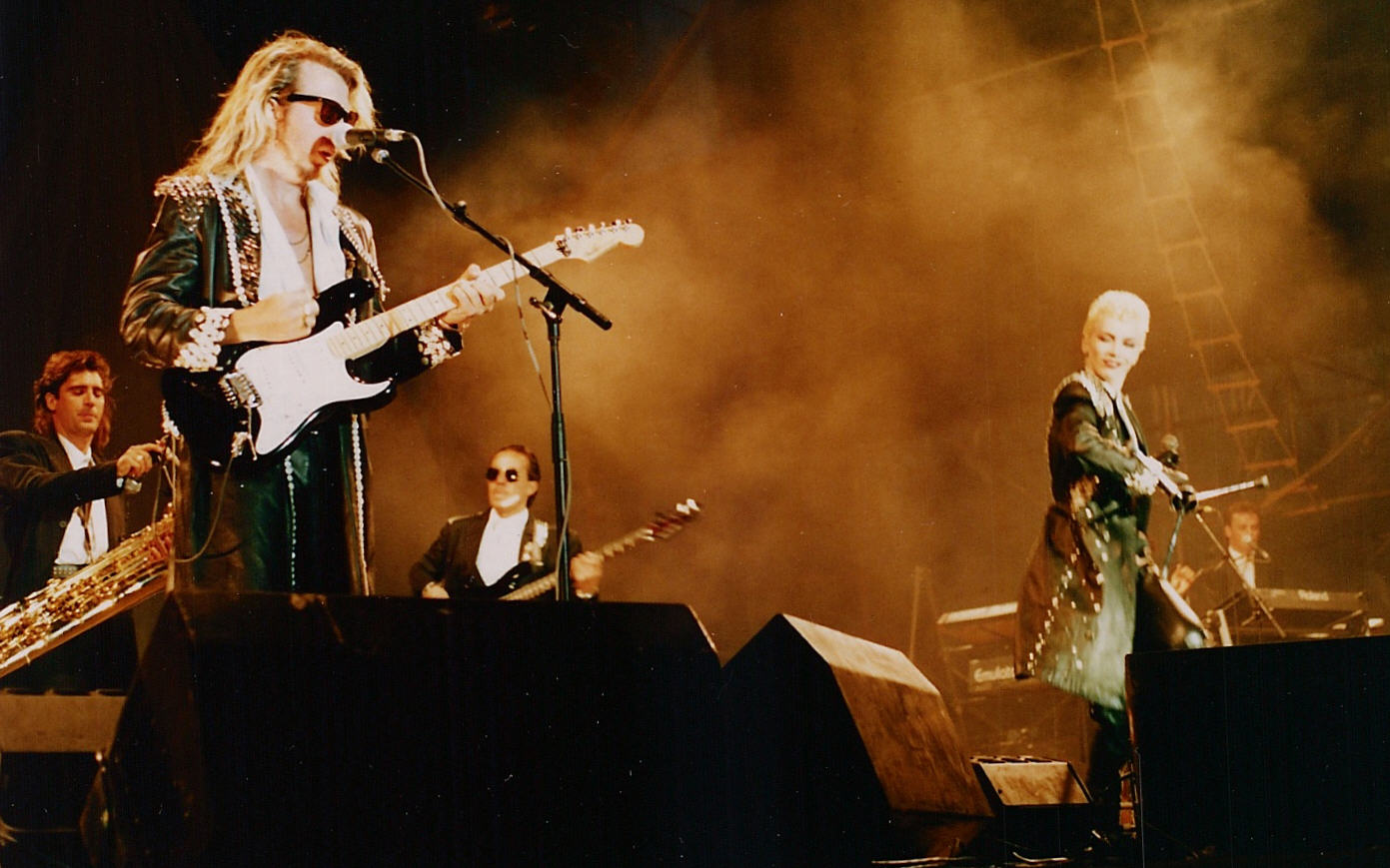
Die Eurythmics (hier 1987) brachten mit Sweet Dreams (Are Made of This) einen internationalen Hit heraus

### Popkultur.de

#### Songs
1. Peter Schilling – Major Tom (völlig losgelöst)
2. Eurythmics – Sweet Dreams (Are Made of This)
3. Men at Work – Down Under
4. Geier Sturzflug – Bruttosozialprodukt
5. Bonnie Tyler – Total Eclipse of the Heart
6. Toto – Africa
7. Marvin Gaye – Sexual Healing
8. Paul Young – Come Back and Stay
9. Phil Collins – You Can’t Hurry Love
10. Frida – I Know There’s Something Going On

## Erstveranstaltungen
- World Music Festival – weltweit größtes Treffen für Harmonikainstrumente in Orchestern, Ensembles und Bands und der bedeutendste Wettbewerb für Akkordeonorchester

## Gründungen
- Alphaville – deutsche Pop-Band
- Con-Dom – britisches Power-Electronics-Projekt
- Death – US-amerikanische Death-Metal-Band, gegründet als Mantas
- Fex – deutsche Band aus Kiel
- K2 – Japanoise-Projekt aus der Präfektur Shizuoka
- Mary Jane Girls – US-amerikanische Girlgroup
- Orquesta Filarmónica de Medellín – kolumbianisches Sinfonieorchester in Medellín
- Red Hot Chili Peppers – US-amerikanische Funk- und Alternative-Rockband
- Society of Composers & Lyricists – US-amerikanischer Interessenverband für Musikschaffende aus allen Bereichen der visuellen Medien, aus Film, Fernsehen und Medienindustrie mit Hauptsitz ist Beverly Hills
- The Revolution – US-amerikanische Funk- und Rock Band, die von Prince gegründet wurde.

## Neuveröffentlichungen (Auswahl)

### Lieder und Kompositionen
| Lied                                | Text                                                                           | Musik                                                                          | Erstinterpret                       | Label                            | Veröffentlichung  | Genre                                                     | Album                         | Weitere Informationen                                                        |
| ----------------------------------- | ------------------------------------------------------------------------------ | ------------------------------------------------------------------------------ | ----------------------------------- | -------------------------------- | ----------------- | --------------------------------------------------------- | ----------------------------- | ---------------------------------------------------------------------------- |
| ? (Fragezeichen)                    | Jörn-Uwe Fahrenkrog-Petersen, Nena Kerner                                      | Jörn-Uwe Fahrenkrog-Petersen, Nena Kerner                                      | Nena                                | CBS Records                      | 14. November 1983 | Pop                                                       | ? (Fragezeichen)              |                                                                              |
| Bang Bang Lucky Luke                | Haim Saban                                                                     | Haim Saban, Shuki Levy, Claude Bolling                                         | Jacques Cardona                     |                                  | 1983              | Schlager, Country                                         |                               |                                                                              |
| Der Alpen-Rap                       | Eik Breit, Klaus Eberhartinger, Nino Holm, Günther Schönberger, Thomas Spitzer | Eik Breit, Klaus Eberhartinger, Nino Holm, Günther Schönberger, Thomas Spitzer | Erste Allgemeine Verunsicherung     |                                  | 15. Juli 1983     | Austropop, Neue Deutsche Welle                            | Spitalo Fatalo                |                                                                              |
| Die, Die My Darling                 | Glenn Danzig                                                                   | Glenn Danzig                                                                   | Misfits                             | Plan 9 Records                   | 1983              | Punk                                                      | Earth A.D./Wolfs Blood        |                                                                              |
| Don’t Forget to Dance               | Ray Davies                                                                     | The Kinks                                                                      | The Kinks                           | Arista Records                   | 1. August 1983    | Pop                                                       | State of Confusion            |                                                                              |
| Gut wieder hier zu sein             | Hannes Wader                                                                   | Allan Taylor                                                                   | Hannes Wader                        | Pläne – ARIS                     | 1983              | Liedermacher                                              | Nicht nur ich allein          | OT: It’s Good to See You                                                     |
| Going Home: Theme of the Local Hero | Mark Knopfler                                                                  | Mark Knopfler                                                                  | Mark Knopfler                       | Vertigo Records                  | 1983              | Instrumental, Rock                                        |                               |                                                                              |
| I Go Swimming                       | Peter Gabriel                                                                  | Peter Gabriel                                                                  | Peter Gabriel                       | Charisma Records, Geffen Records | 8. Juni 1983      | Artrock, Popmusik, Progressive Rock                       | Plays Live                    |                                                                              |
| Ich hab’ dich doch lieb             | Bernd Meinunger                                                                | Ralph Siegel                                                                   | Nicole feat. Trio                   |                                  | Januar 1993       | Schlager                                                  | So viele Lieder sind in mir   |                                                                              |
| Illegal Alien                       | Tony Banks, Phil Collins, Mike Rutherford                                      | Tony Banks, Phil Collins, Mike Rutherford                                      | Genesis                             | Charisma Records                 | 3. Oktober 1983   | Pop-Rock                                                  | Genesis                       |                                                                              |
| In High Places                      | Mike Oldfield, Jon Anderson                                                    | Mike Oldfield, Jon Anderson                                                    | Mike Oldfield                       | Virgin Records                   | 27. Mai 1983      | Synthiepop, Synth Rock                                    | Crises                        |                                                                              |
| It Can Happen                       | Jon Anderson, Trevor Rabin, Chris Squire                                       | Jon Anderson, Trevor Rabin, Chris Squire                                       | Yes                                 | Atco                             | 7. November 1983  | Pop-Rock, Progressive Rock, Raga Rock                     | 90125                         |                                                                              |
| It’s Like That                      | Larry Smith, Joseph Simmons, Darryl McDaniels                                  | Larry Smith, Joseph Simmons, Darryl McDaniels                                  | Run-D.M.C.                          |                                  | 12. März 1983     | Hip-Hop, Conscious Rap                                    | Run-D.M.C.                    |                                                                              |
| Lass uns leben                      | Marius Müller-Westernhagen                                                     | Marius Müller-Westernhagen                                                     | Marius Müller-Westernhagen          | WEA Records                      | Oktober 1983      | Deutschrock                                               | Geiler is’ schon              |                                                                              |
| Leave It                            | Trevor Horn, Trevor Rabin, Chris Squire                                        | Trevor Horn, Trevor Rabin, Chris Squire                                        | Yes                                 | Atco                             | 7. November 1983  | Art Pop, Funk, New Wave, Synthiepop                       | 90125                         |                                                                              |
| Leuchtturm                          | Jörn-Uwe Fahrenkrog-Petersen, Nena Kerner                                      | Jörn-Uwe Fahrenkrog-Petersen, Nena Kerner                                      | Nena                                | CBS Records                      | 14. Januar 1983   | Pop                                                       | Nena                          |                                                                              |
| Mir san a bayrische Band            | Günther Sigl                                                                   | Günther Sigl                                                                   | Spider Murphy Gang                  |                                  | August 1983       | Rock                                                      | Live!                         |                                                                              |
| My Oh My                            | Noddy Holder, Jim Lea                                                          | Noddy Holder, Jim Lea                                                          | Slade                               | RCA Records                      | 4. November 1983  | Glam Rock                                                 | The Amazing Kamikaze Syndrome |                                                                              |
| Over de Muur                        | Harrie Jekkers                                                                 | Klein Orkest                                                                   | Klein Orkest                        | Polydor                          | 1. November 1983  | Protestlied                                               | Later is al lang begonnen     |                                                                              |
| Pipes of Peace                      | Paul McCartney                                                                 | Paul McCartney                                                                 | Paul McCartney                      |                                  | 5. Dezember 1983  | Pop                                                       | Pipes of Peace                |                                                                              |
| Right by Your Side                  | Annie Lennox und David A. Stewart                                              | Annie Lennox und David A. Stewart                                              | Eurythmics                          | RCA Records                      | 6. November 1983  | New Wave                                                  | Touch                         |                                                                              |
| Sehnsucht                           | Hans-Günther Schmitz, Rüdiger Schulz                                           | Hans-Günther Schmitz, Rüdiger Schulz                                           | Purple Schulz und die Neue Heimat   |                                  | 1983              | Synthiepop                                                | Hautnah                       |                                                                              |
| Servus, mach’s guat                 | Gottfried Seidl-Carusa                                                         | Gottfried Seidl-Carusa                                                         | Nicki                               | Piccobello                       | November 1983     | Schlager                                                  | Servus, Nicki                 |                                                                              |
| She’s in Parties                    | Peter Murphy, Daniel Ash, David J                                              | Peter Murphy, Daniel Ash, David J                                              | Bauhaus                             | Beggars Banquet Records          | 18. März 1983     | Gothic Rock                                               | Burning from the Inside       |                                                                              |
| Si la vie est cadeau                | Jean-Pierre Millers, Alain Garcia                                              | Jean-Pierre Millers, Alain Garcia                                              | Corinne Hermès                      |                                  | 1983              | Chanson                                                   |                               | Luxemburgischer Beitrag und der Siegertitel des Eurovision Song Contest 1983 |
| Sleeper in Metropolis               | Anne Clark, David Harrow                                                       | Anne Clark, David Harrow                                                       | Anne Clark mit David Harrow         | Red Flame, Virgin Music          | 1983              | Elektronische Musik, Dark Wave, Electro Wave, Spoken Word | Changing Places               |                                                                              |
| Taxi                                | Annette Humpe, Josef Prokopetz, Manfred Tauchen                                | Annette Humpe, Josef Prokopetz, Manfred Tauchen                                | Deutsch-Österreichisches Feingefühl | GiG Records, WEA Records         | 1983              | Neue Deutsche Welle                                       | DÖF                           |                                                                              |

### Alben
| Album                           | Interpret                                      | Label                                                      | Veröffentlichung   | Genre                                                    | Weitere Informationen |
| ------------------------------- | ---------------------------------------------- | ---------------------------------------------------------- | ------------------ | -------------------------------------------------------- | --------------------- |
| Another Perfect Day             | Motörhead                                      | Bronze Records                                             | 4. Juni 1983       | Heavy Metal                                              |                       |
| Back to Back                    | Status Quo                                     | Vertigo Records                                            | 25. November 1983  | Hard Rock                                                |                       |
| Bark at the Moon                | Ozzy Osbourne                                  | Epic Records / CBS                                         | 10. Dezember 1983  | Heavy Metal                                              |                       |
| Born Again                      | Black Sabbath                                  | Vertigo                                                    | 7. August 1983     | Heavy Metal                                              |                       |
| Branigan 2                      | Laura Branigan                                 | Atlantic Records                                           | März 1983          | Rock                                                     |                       |
| Bye Bye                         | Trio                                           | Mercury Records                                            | 30. August 1983    | Rock                                                     |                       |
| Catch as Catch Can              | Kim Wilde                                      | RAK Records                                                | 24. Oktober 1983   | Pop, Synthiepop                                          |                       |
| Construction Time Again         | Depeche Mode                                   | Mute Records, Sire Records                                 | 22. August 1983    | Synthie-Pop, Industrial, New Wave, Dance Alternative     |                       |
| Crises                          | Mike Oldfield                                  | Virgin Records                                             | 27. Mai 1983       | Progressive Rock                                         |                       |
| Der letzte Tanz                 | Wolfgang Ambros                                | Atom Records                                               | September 1983     | Pop-Rock                                                 |                       |
| Europe                          | Europe                                         | Epic Records                                               | 5. April 1983      | Hard Rock                                                | Debütalbum            |
| Fata Morgana                    | Peter Cornelius                                | Ariola                                                     | 1983               | Pop                                                      |                       |
| Flick of the Switch             | AC/DC                                          | Bronze Records                                             | 15. August 1983    | Hard Rock                                                |                       |
| Geiler is’ schon                | Marius Müller-Westernhagen                     | WEA Records                                                | 27. Oktober 1983   | Pop, Deutschrock                                         |                       |
| Gemischte Gefühle               | Herbert Grönemeyer                             | Intercord                                                  | 3. Oktober 1983    | Rock                                                     |                       |
| Head First                      | Uriah Heep                                     | Bronze Records, Mercury Records                            | Mai 1983           | Hard Rock, Heavy Metal                                   |                       |
| Holy Diver                      | Dio                                            | Warner Bros. (USA und Kanada), Vertigo, Rock Candy Records | 25. Mai 1983       | Heavy Metal                                              | Debütalbum            |
| Into the Unknown                | Bad Religion                                   | Epitaph Records                                            | 30. November 1983  | Psychedelic Rock/New Wave                                |                       |
| Junges Blut                     | Nino de Angelo                                 | Polydor                                                    | 1983               | Schlager                                                 | Debütalbum            |
| Kill ’Em All                    | Metallica                                      | Megaforce Records                                          | 25. Juli 1983      | Thrash Metal                                             | Debütalbum            |
| Let’s Dance                     | David Bowie                                    | EMI                                                        | 14. April 1983     | Dance-Pop, Rock, Post-Disco, New Wave, Funk              |                       |
| Licht                           | Münchener Freiheit                             | Columbia Records                                           | Mai 1983           | Pop-Rock                                                 |                       |
| Lick It Up                      | Kiss                                           | Mercury Records                                            | 18. September 1983 | Hard Rock, Glam Metal                                    |                       |
| Live!                           | Spider Murphy Gang                             | EMI Records, Electrola                                     | 24. Oktober 1983   | Rock ’n’ Roll, Neue Deutsche Welle                       | Livealbum             |
| Madonna                         | Madonna                                        | Sire Records, Warner Brothers Records                      | 27. Juli 1983      | Post-Disco, Synthiepop                                   | Debütalbum            |
| Metal Magic                     | Pantera                                        | Metal Magic                                                | 10. Juni 1983      | Heavy Metal, Glam Metal, Hard Rock                       | Debütalbum            |
| Murmur                          | R.E.M.                                         | I.R.S. Records                                             | 12. April 1983     | Jangle-Pop, Alternative Rock, Post-Punk                  | Debütalbum            |
| Musik aus Zeit und Raum         | Jean-Michel Jarre                              | Disques Dreyfus bzw. Polydor                               | 6. März 1983       | Electronica, New Age, Ambient, Pop                       |                       |
| Natrag Na Voz                   | Zana                                           | Jugoton                                                    | 28. November 1983  | Pop, Rock, New Wave                                      |                       |
| Nena                            | Nena                                           | CBS                                                        | 14. Januar 1983    | Pop                                                      |                       |
| No Parlez                       | Paul Young                                     | Columbia Records/CBS                                       | 18. Juli 1983      | Pop, New Wave, Soul                                      |                       |
| Opel-Gang                       | Die Toten Hosen                                | Totenkopf                                                  | September 1983     | Punkrock                                                 | Debütalbum            |
| Piece of Mind                   | Iron Maiden                                    | EMI Electrola                                              | 16. Mai 1983       | Heavy Metal                                              |                       |
| Power, Corruption & Lies        | New Order                                      | Factory Records                                            | 2. Mai 1983        | Synthiepop, New Wave, Post-Punk, Elektronische Tanzmusik |                       |
| Power & the Glory               | Saxon                                          | Carrere Records                                            | März 1983          | Heavy Metal                                              |                       |
| Rebel Yell                      | Billy Idol                                     | Chrysalis Records                                          | 10. November 1983  | Hard Rock, Punkrock, New Wave                            |                       |
| She’s So Unusual                | Cyndi Lauper                                   | Portrait Records                                           | 14. Oktober 1983   | Pop-Rock, New Wave                                       | Debütalbum            |
| Show No Mercy                   | Slayer                                         | Metal Blade Records                                        | 3. Dezember 1983   | Thrash Metal                                             | Debütalbum            |
| Sound Elixir                    | Nazareth                                       | Vertigo Records                                            | 27. Juni 1983      | Hard Rock, Bluesrock, Adult Oriented Rock                |                       |
| Subterranean Jungle             | Ramones                                        | Sire Records                                               | 23. Februar 1983   | Punkrock                                                 |                       |
| Sweet Dreams (Are Made of This) | Eurythmics                                     | RCA Records                                                | 4. Januar 1983     | New Wave                                                 |                       |
| Swordfishtrombones              | Tom Waits                                      | Island Records                                             | September 1983     | Alternative Rock, Bluesrock, Experimenteller Rock        |                       |
| Synchronicity                   | The Police                                     | A&M Records                                                | 1. Juni 1983       | New Wave, Pop-Rock                                       |                       |
| Tern                            | Louis Moholo, Larry Stabbins und Keith Tippett | Free Music Production, Atavistic Records                   | 1983               | Free Jazz                                                |                       |
| The Final Cut                   | Pink Floyd                                     | Harvest Records, Columbia Records                          | 21. März 1983      | Rock                                                     |                       |
| The Man from Utopia             | Frank Zappa                                    | Barking Pumpkin Records, CBS                               | 28. März 1983      | Pop, Rock                                                |                       |
| Touch                           | Eurythmics                                     | RCA Records                                                | 6. November 1983   | New Wave, Synthiepop                                     |                       |
| Under a Blood Red Sky           | U2                                             | Island Records                                             | November 1983      | Rock                                                     | Livealbum             |
| Undercover                      | The Rolling Stones                             | Rolling Stones Records, Atlantic Records, EMI              | 7. November 1983   | Rock                                                     |                       |
| War                             | U2                                             | Island Records                                             | 17. Februar 1983   | Rock                                                     |                       |

## Geboren

### Januar
- 01. Januar: Ruibo Qian, US-amerikanische Schauspielerin und Musikerin
- 02. Januar: Gülden, türkische Popmusikerin
- 03. Januar: Ksawery Wójciński, polnischer Jazzmusiker
- 04. Januar: Genco Arı, türkischer Jazz- und Fusionmusiker (Piano, Komposition) und Musikproduzent

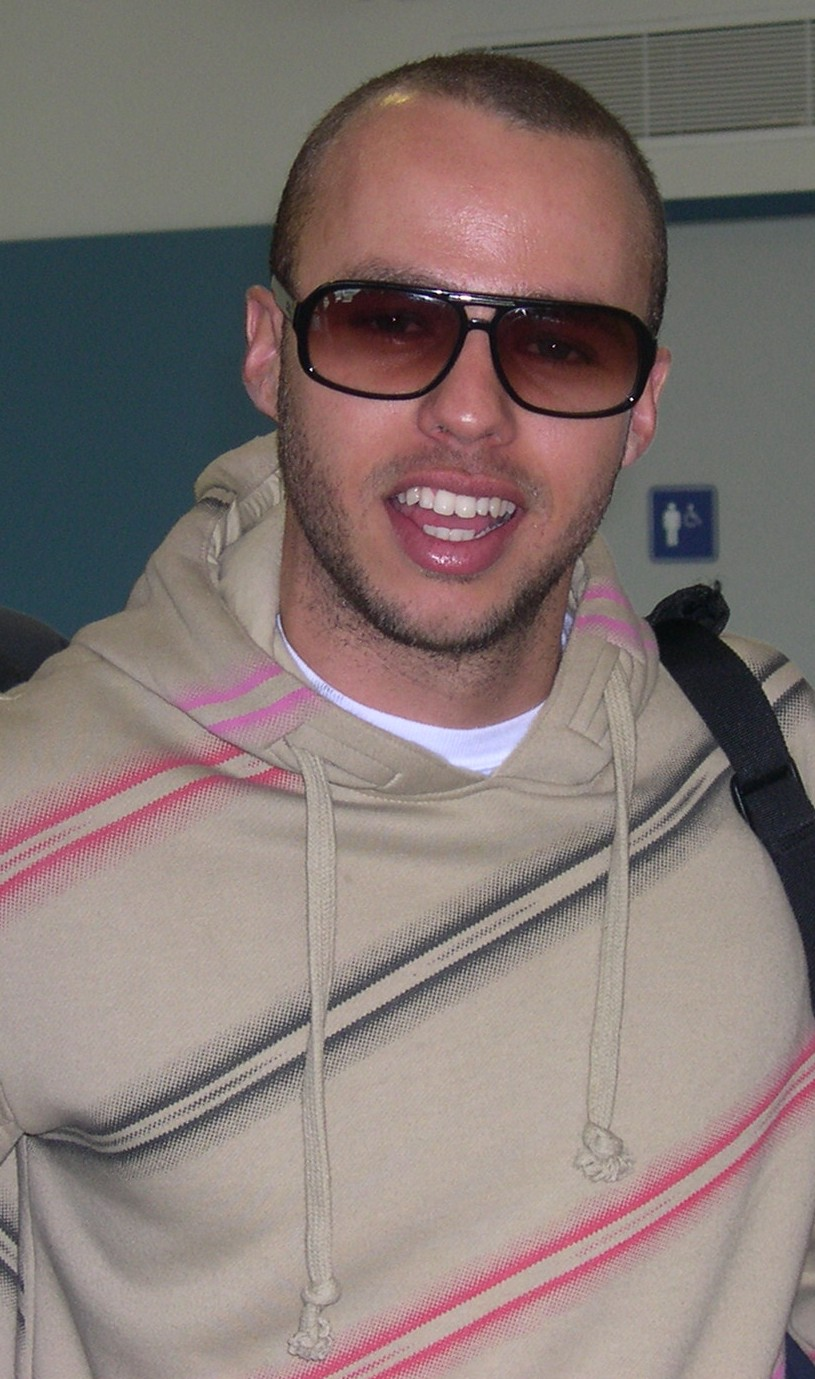
Marlon Roudette; * 5. Januar

- 05. Januar: Marlon Roudette, britischer Musiker
- 06. Januar: Victor Garcia, US-amerikanischer Jazzmusiker
- 07. Januar: Ryoff Karma, japanischer Rapper und Fernsehpersönlichkeit
- 07. Januar: Angela Tröndle, österreichische Jazzmusikerin (Gesang, Piano, Komposition)

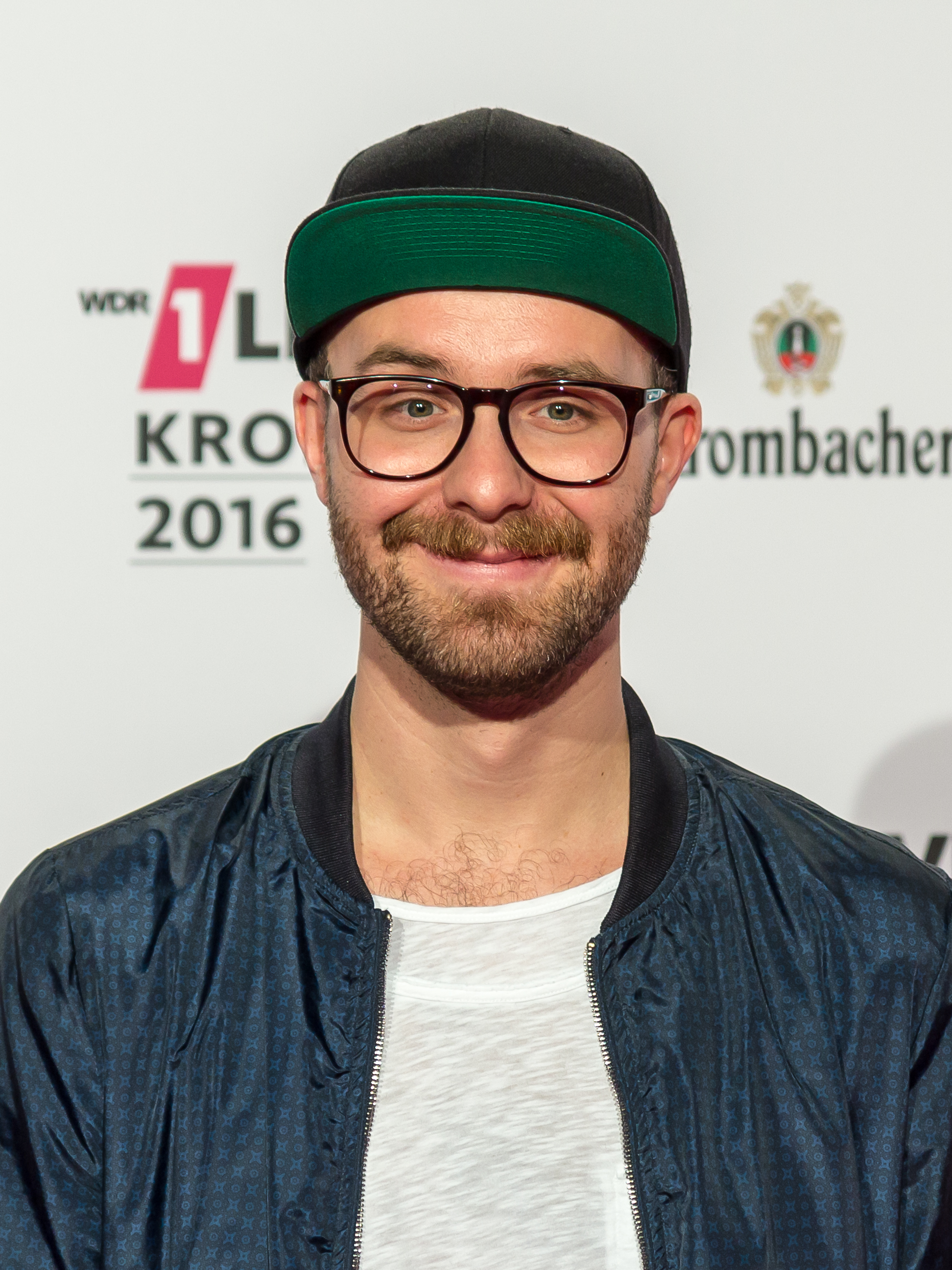
Mark Forster; * 11. Januar

- 11. Januar: Mark Forster, deutscher Sänger und Songwriter
- 12. Januar: Alexandra Lexer, österreichische Schlagersängerin und DSDS-Teilnehmerin
- 17. Januar: Thade Jude Correa, US-amerikanischer Komponist
- 18. Januar: Samantha Mumba, irische Schauspielerin, Sängerin und Fotomodell
- 19. Januar: Utada Hikaru, japanische Pop-Musikerin
- 21. Januar: Rapsody, US-amerikanische Rapperin
- 23. Januar: Lindsey Kraft, US-amerikanische Schauspielerin, Sängerin, Pianistin und Model
- 24. Januar: TEO, belarussischer Sänger
- 27. Januar: John Lundvik, schwedischer Sänger, Musikproduzent, Synchronsprecher und Sprinter

### Februar
- 10. Februar: Vic Fuentes, US-amerikanischer Musiker
- 12. Februar: Ana Rucner, kroatische Cellistin
- 15. Februar: Sílvia Pérez Cruz, spanische Weltmusik-Künstlerin (Gesang, Komposition)
- 17. Februar: Silke Gäng, deutsche Mezzosopranistin
- 19. Februar: Tony D, deutscher Rapper
- 25. Februar: Kaisa, deutscher Rapper

### März
- 10. März: Sonim Son, japanische Sängerin und Schauspielerin
- 12. März: Atif Aslam, pakistanischer Popsänger
- 13. März: Þórunn Arna Kristjánsdóttir, isländische Schauspielerin und Sängerin
- 17. März: Tako Gatschetschiladse, georgische Sängerin
- 18. März: Ntjam Rosie, niederländisch-kamerunische Sängerin und Songschreiberin
- 21. März: Sopo Gelowani, georgische Popsängerin
- 24. März: Isabel Soares, Sängerin
- 26. März: Jonida Maliqi, albanische Sängerin
- 30. März: Carl-Michael Grabinger, deutscher Schlagzeuger

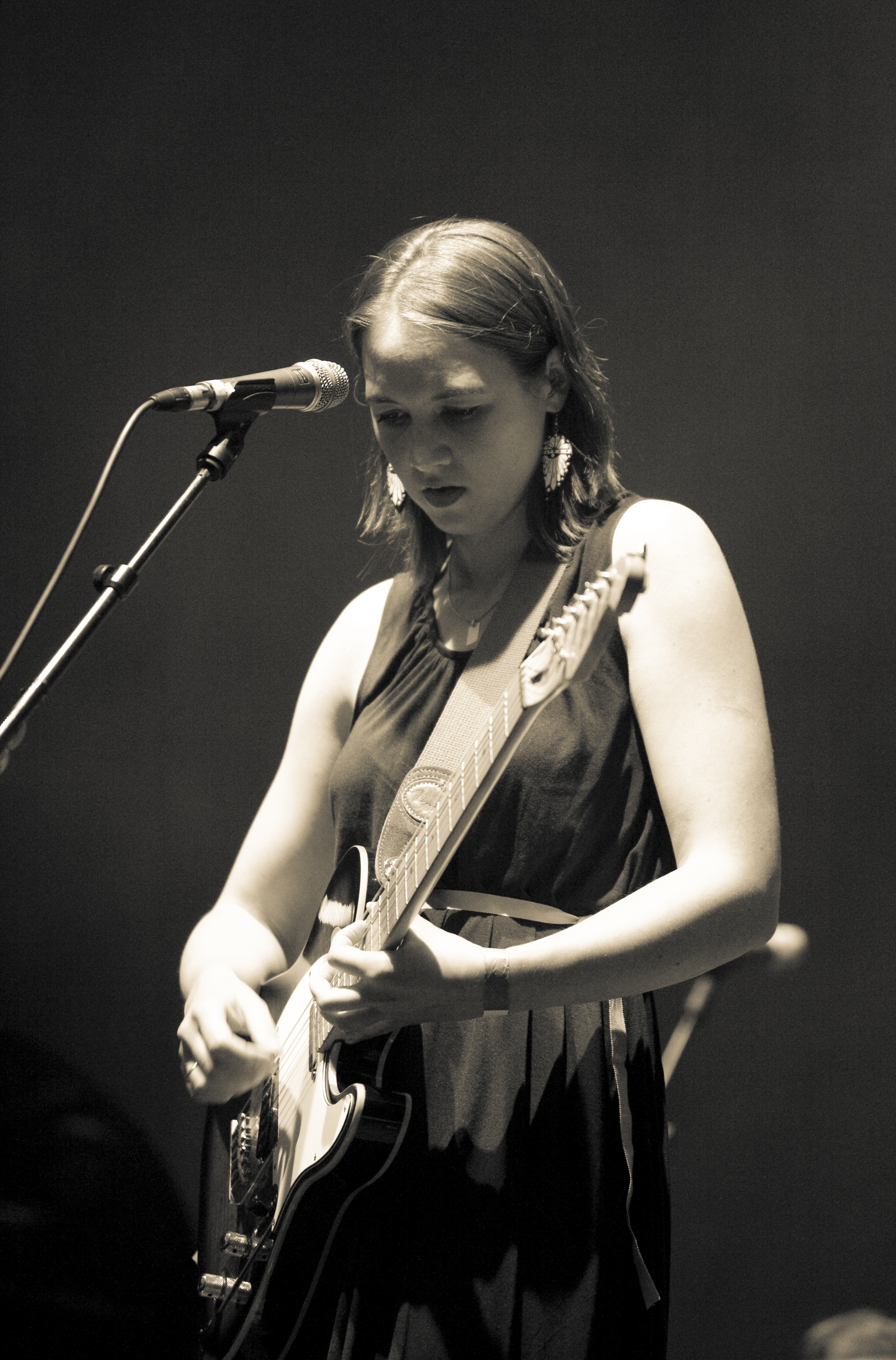
Sophie Hunger; * 31. März

- 31. März: Sophie Hunger, Schweizer Sängerin und Komponistin

### April
- 01. April: Sergei Wjatscheslawowitsch Lasarew, russischer Sänger
- 02. April: Gökhan Şensan, deutscher Rapper
- 11. April: Cem Toraman, deutscher Rapper
- 12. April: Sak Noel, spanischer DJ
- 14. April: Maika Makovski, spanische Sängerin, Musikerin und Komponistin
- 19. April: Clara Iannotta, italienische Komponistin
- 20. April: Alela Diane, US-amerikanische Singer-Songwriterin
- 20. April: Simon Alexander Eichinger, deutscher Musikproduzent
- 20. April: Gaute Ormåsen, norwegischer Sänger und Songwriter
- 20. April: Erik Segerstedt, schwedischer Popsänger und Songwriter
- 21. April: Jen Oda, kanadische Schauspielerin, Sängerin und Model († 2015)

### Mai
- 01. Mai: Benny Brown, deutscher Jazzmusiker (Trompete, Flügelhorn)
- 03. Mai: Fernanda Brandão, brasilianische Sängerin und Schauspielerin
- 08. Mai: Nikoletta Szőke, ungarische Jazzsängerin
- 09. Mai: Dawaun Parker, US-amerikanischer Hip-Hop-Produzent
- 12. Mai: Alicja Bachleda-Curuś, polnische Schauspielerin und Sängerin
- 13. Mai: Grégory Lemarchal, französischer Popsänger († 2007)
- 14. Mai: Anahí, mexikanische Schauspielerin und Sängerin
- 16. Mai: Nancy Ajram, libanesische Sängerin
- 16. Mai: Grischa Lichtenberger, deutscher Künstler und Musiker
- 17. Mai: Simon Mathew, dänischer Popsänger
- 18. Mai: Nadseja Kutschar, belarussische Opernsängerin
- 21. Mai: Kate Hall, dänische Sängerin
- 27. Mai: Lucenzo, französischer Rapper und Sänger
- 29. Mai: Julie Campiche, Schweizer Jazzmusikerin
- 29. Mai: Martin Grubinger, österreichischer Schlagzeuger und Percussionist
- 30. Mai: Asche, deutscher Rapper

### Juni
- 04. Juni: Stephanie Atanasov, österreichische Sängerin
- 11. Juni: Juan Camilo Villa, kolumbianischer Jazz- und Weltmusiker (Bass, Komposition)
- 15. Juni: Julia Fischer, deutsche Violinistin
- 15. Juni: Laura Imbruglia, australische Folk-Rock-Sängerin
- 16. Juni: Daniel Kandlbauer, Schweizer Rockmusiker
- 17. Juni: Lilian Akopova, armenisch-ukrainische Pianistin
- 17. Juni: Jaimie Branch, US-amerikanische Jazz- und Improvisationsmusikerin († 2022)
- 17. Juni: Lee Ryan, britischer Sänger

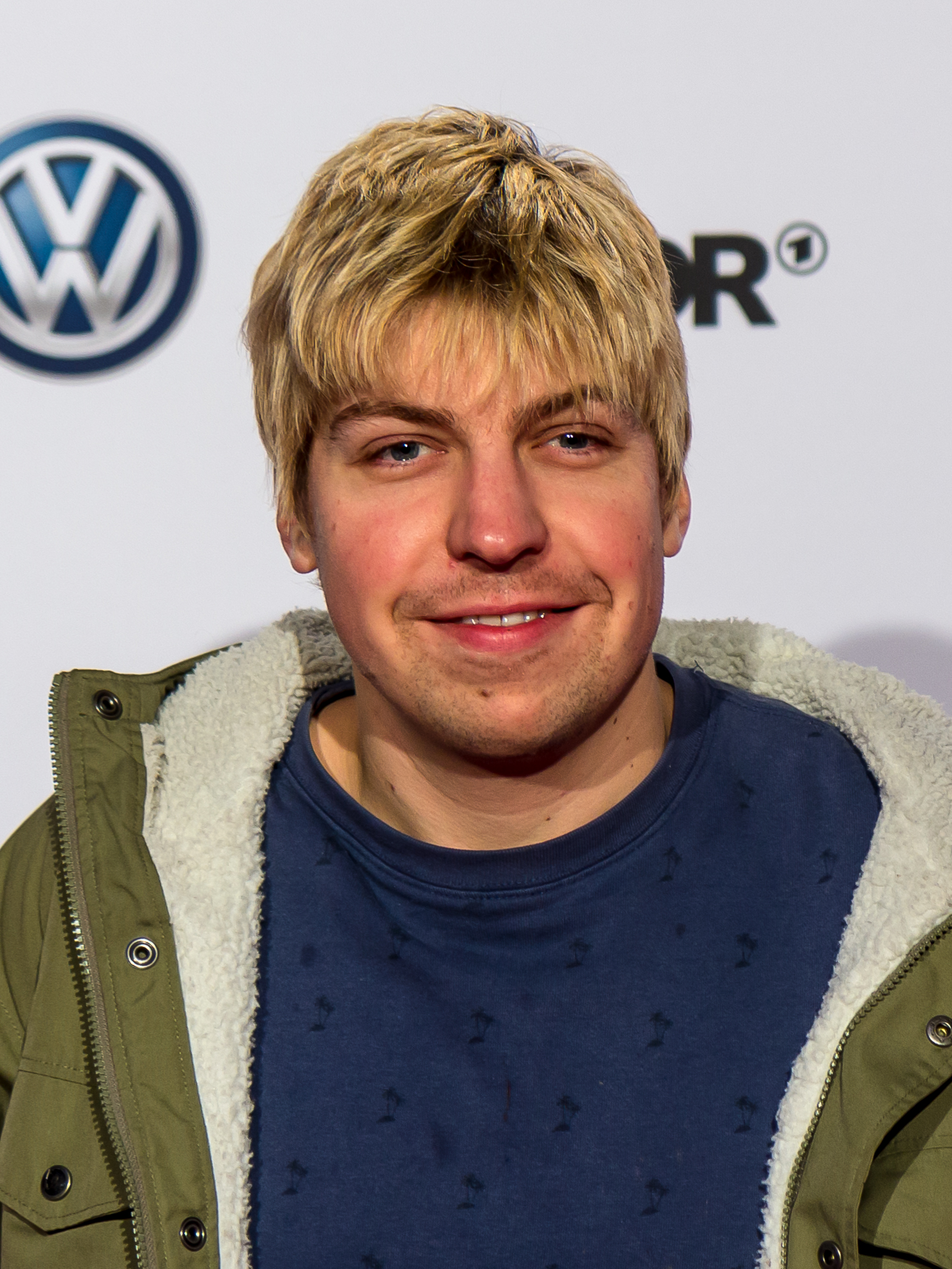
Philipp Poisel; * 18. Juni

- 18. Juni: Philipp Poisel, deutscher Singer-Songwriter
- 19. Juni: Seraphina Kalze, deutsche Fernsehmoderatorin und Sängerin

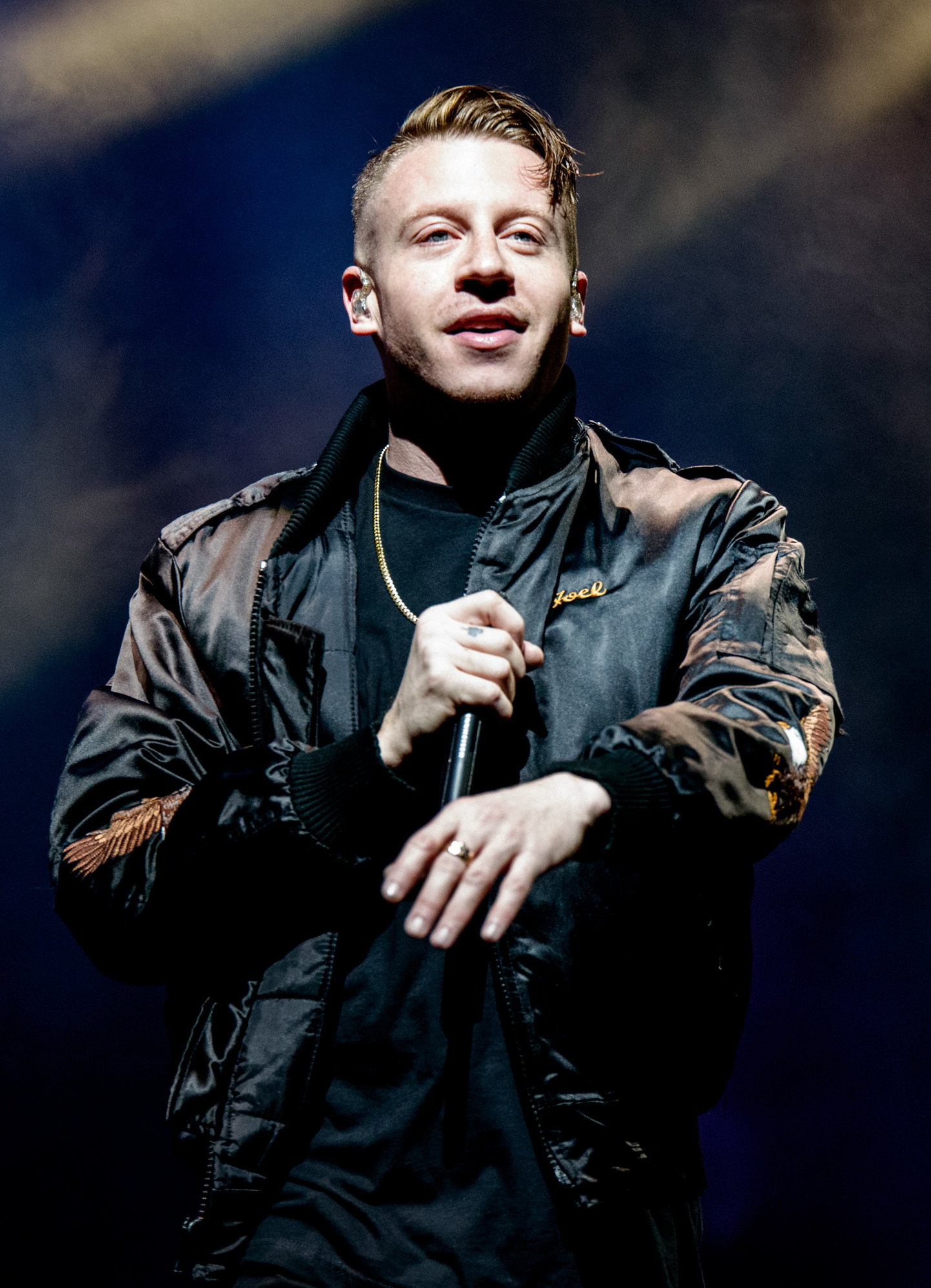
Macklemore; * 19. Juni

- 19. Juni: Macklemore, US-amerikanischer Rapper
- 19. Juni: Tatjana Mihhailova, estnische Popsängerin
- 23. Juni: Wolfgang Nägele, deutscher Opern- und Theaterregisseur
- 25. Juni: Cleo, polnische Sängerin
- 26. Juni: Malika Tirolien, französische Fusionmusikerin
- 27. Juni: Alsou, russisch-tatarische Sängerin und Schauspielerin
- 27. Juni: Anna Prohaska, österreichisch-englische Sopranistin
- 27. Juni: Evan David Taubenfeld, US-amerikanischer Musiker
- 30. Juni: Espen Berg, norwegischer Jazzmusiker

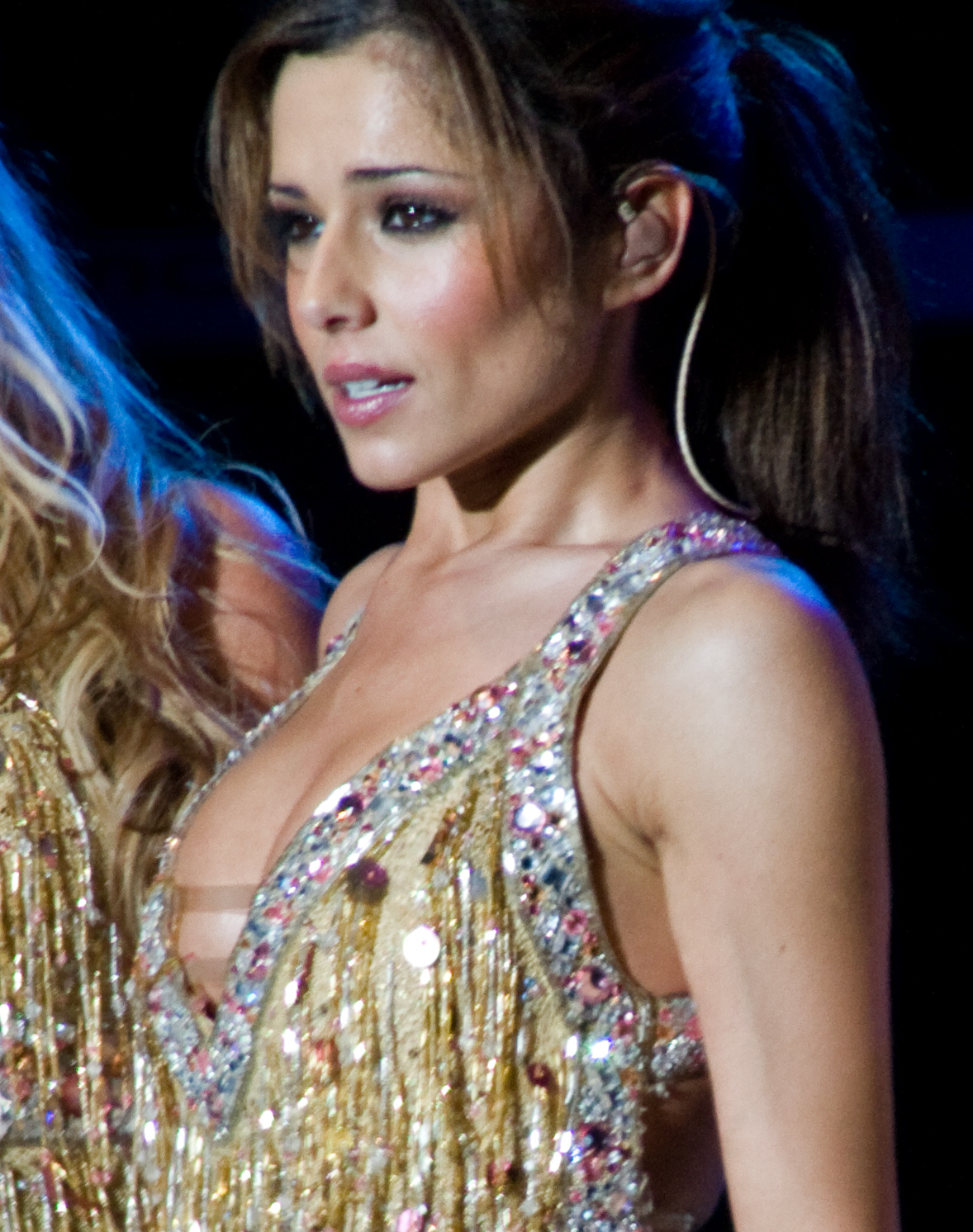
Cheryl Cole; * 30. Juni

- 30. Juni: Cheryl Cole, britische Sängerin

### Juli

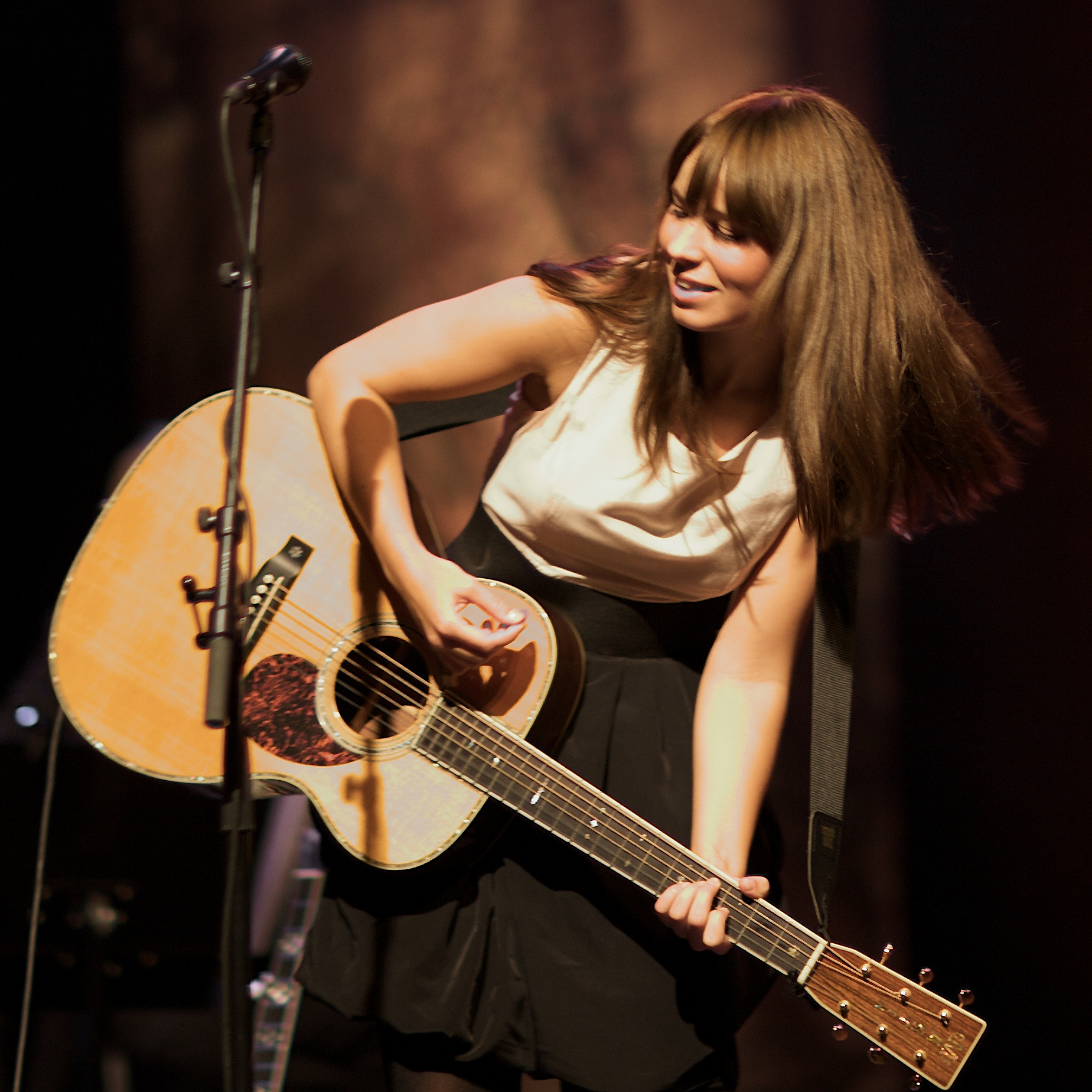
Marit Larsen; * 1. Juli

- 01. Juli: Marit Larsen, norwegische Popsängerin
- 01. Juli: Chris Peluso, US-amerikanischer Schauspieler und Sänger († 2023)
- 02. Juli: Alexander Andrejew, russischer Pianist
- 02. Juli: Michelle Branch, US-amerikanische Sängerin, Songwriterin und Gitarristin
- 09. Juli: Tobias Kargoll, deutscher Medienmanager, Hip-Hop-Journalist, Unternehmer und Moderator
- 11. Juli: Peter Cincotti, US-amerikanischer Songwriter, Sänger und Pianist
- 11. Juli: Adrian Cox, britischer Jazzmusiker
- 13. Juli: Mahan Mirarab, iranischer Musiker (Gitarre, Tarr, Oud, Komposition)
- 15. Juli: Johan Birgenius, schwedischer Jazzmusiker (Schlagzeug)
- 20. Juli: Danielle Nicole, US-amerikanische Bluesbassistin und -sängerin
- 21. Juli: Eivør Pálsdóttir, färöische Sängerin und Komponistin
- 22. Juli: Arsenium, moldauischer Popsänger.
- 25. Juli: Umse, deutscher Rapper

### August
- 02. August: Blokkmonsta, deutscher Rapper
- 03. August: Christophe Willem, französischer Sänger
- 04. August: Patrick Wolf, deutscher Sänger

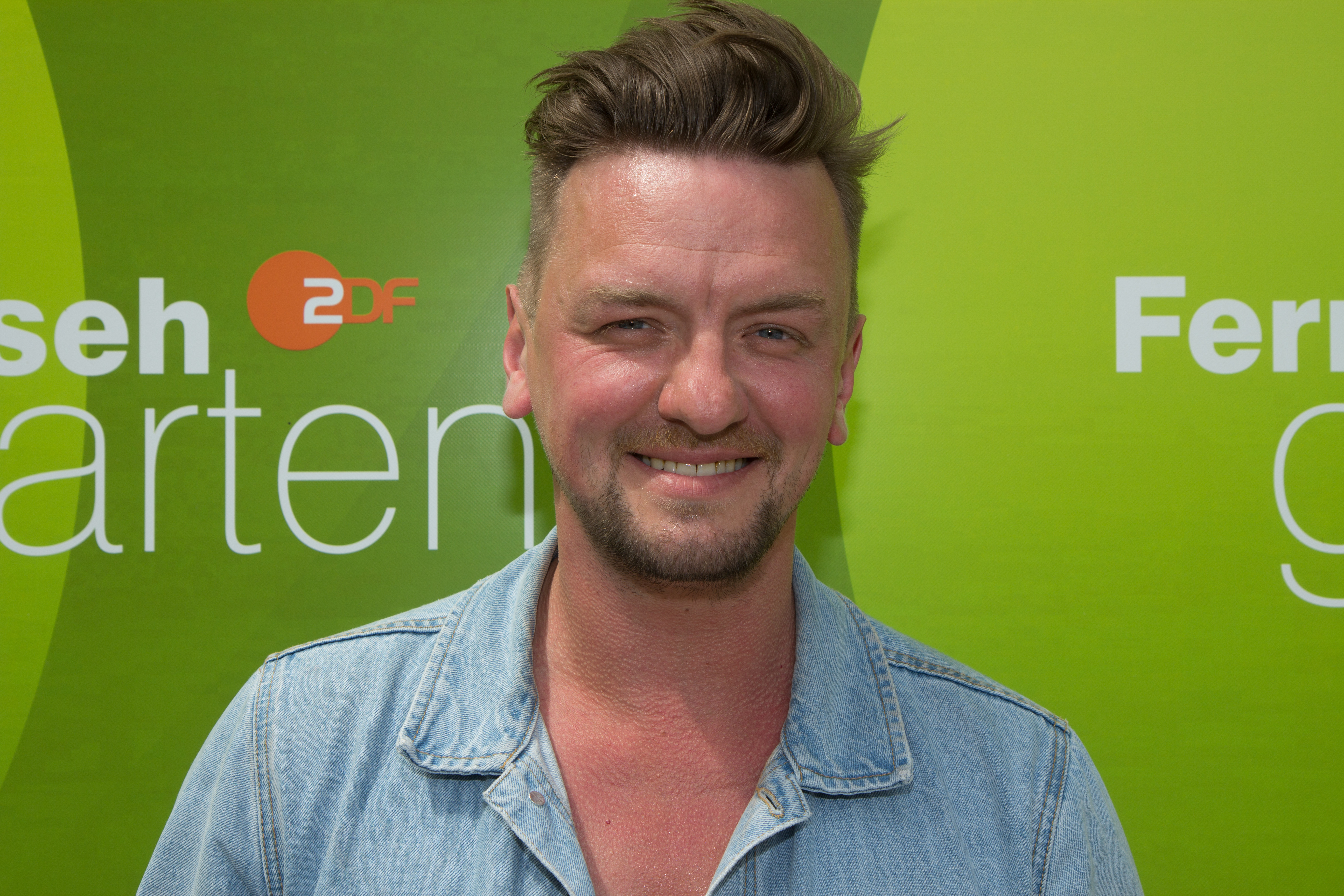
Ben Zucker; * 4. August

- 04. August: Ben Zucker, deutscher Sänger
- 09. August: Thierry Deleruyelle, französischer Komponist, Dirigent und Schlagzeuger
- 11. August: A-lusion, niederländischer Hardstyle-DJ und Produzent
- 11. August: Santosh Ghante, indischer Harmoniumspieler, Solist, Begleiter und Komponist
- 13. August: Bizzy Montana, deutscher Rapper und Produzent
- 18. August: Mika, libanesisch-britischer Sänger, Komponist und Produzent
- 18. August: Cesár Sampson, österreichischer Sänger und Musiker
- 24. August: Martin Grütter, deutscher Komponist
- 27. August: Jamala, ukrainische Sängerin
- 27. August: Anna Setton, brasilianische Jazzmusikerin
- 30. August: Jonne Aaron, finnischer Sänger und Songwriter
- 30. August: Matsumoto Jun, japanischer Sänger und Schauspieler

### September
- 03. September: Ekrem Bora, deutscher Rapper
- 03. September: Alexander Klaws, deutscher Sänger
- 10. September: Zahara, spanische Singer-Songwriterin und Schriftstellerin
- 11. September: Maximilian Stephan, deutscher Filmkomponist, Musiker und Grafikdesigner
- 12. September: Wiktorija Tschebodajewa, chakassische Sängerin und Songwriterin
- 13. September: Eliana Burki, Schweizer Musikerin († 2023)

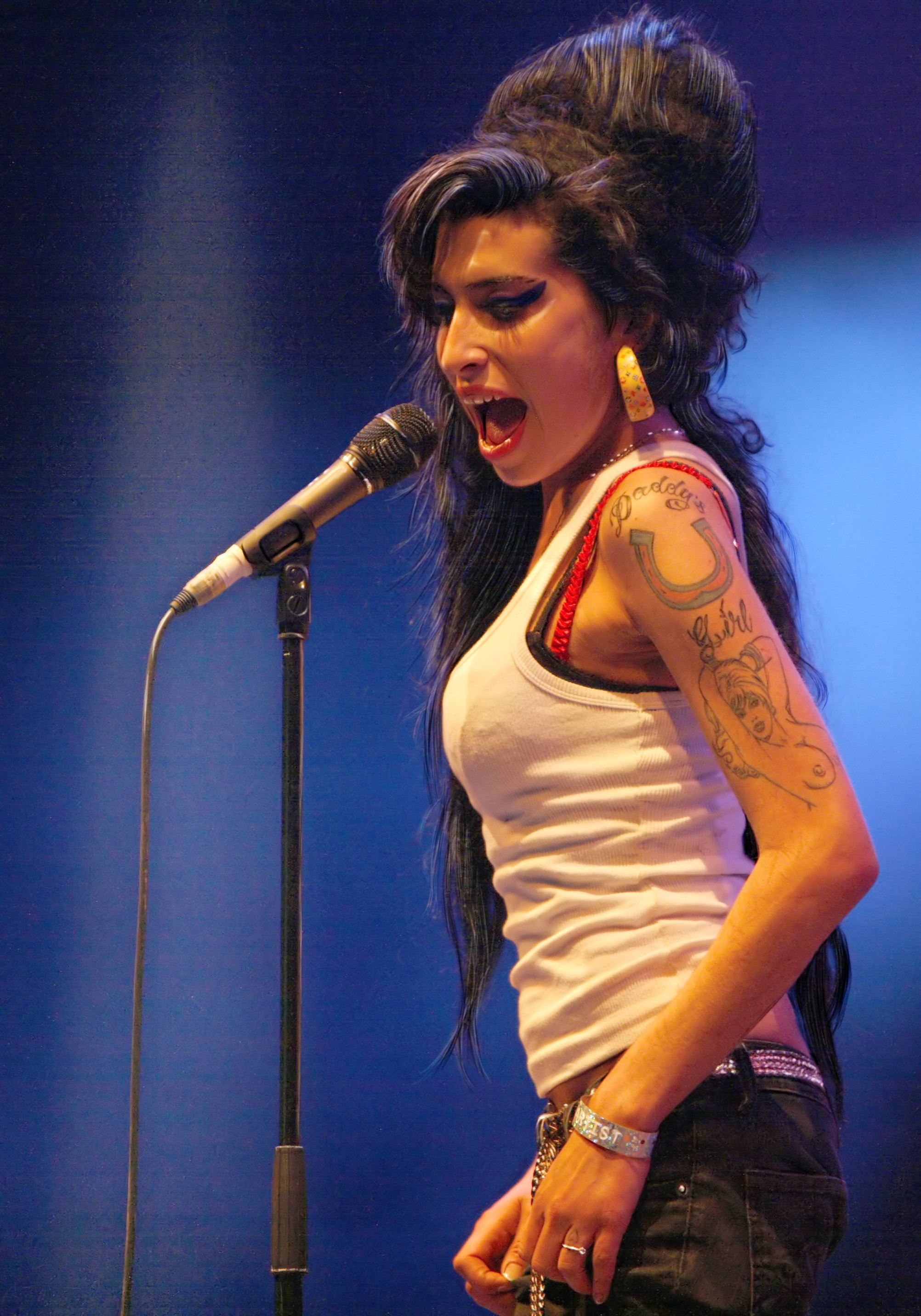
Amy Winehouse; * 14. September

- 14. September: Amy Winehouse, britische Sängerin und Songschreiberin († 2011)
- 18. September: Angelina, italienische Sängerin
- 18. September: Tùng Dương, vietnamesischer Sänger
- 20. September: A-Lin, taiwanische Mandopop-Sängerin
- 20. September: Sayuri Anzu, japanisches Fotomodell, Schauspielerin und Sängerin
- 22. September: Klaas Heufer-Umlauf, deutscher Fernsehmoderator, Schauspieler, Sänger, Entertainer, Fernsehproduzent und Unternehmer
- 28. September: Sasha Son, russisch-litauischer Sänger
- 30. September: Bálint Gyémánt, ungarischer Jazzmusiker
- 30. September: Boris Uran, österreichischer Popsänger und Moderator
- 30. September: Jessica Vosk, US-amerikanische Sängerin und Schauspielerin

### Oktober
- 01. Oktober: Lucy De Butts, englische Sängerin
- 03. Oktober: Barbora Poláková, tschechische Schauspielerin und Sängerin
- 03. Oktober: Tim Thorpe, britischer Hornist
- 07. Oktober: Flying Lotus, US-amerikanischer DJ und Produzent
- 10. Oktober: Lzzy Hale, US-amerikanische Sängerin und Gitarristin
- 10. Oktober: Vincent Stein, deutscher Musikproduzent
- 11. Oktober: Cath Roberts, britische Jazz- und Improvisationsmusikerin
- 16. Oktober: Loreen, schwedische Sängerin
- 17. Oktober: Daniel Kajmakoski, nordmazedonisch-österreichischer Sänger und Songwriter
- 18. Oktober: Božo Vrećo, bosnischer Sänger
- 21. Oktober: Amber Rose, US-amerikanisches Model und Sängerin
- 29. Oktober: Amit Sebastian Paul, schwedischer Sänger

### November
- 01. November: Micaela Schäfer, deutsches Model sowie Darstellerin, Moderatorin und DJane
- 01. November: Jelena Tomašević, serbische Sängerin

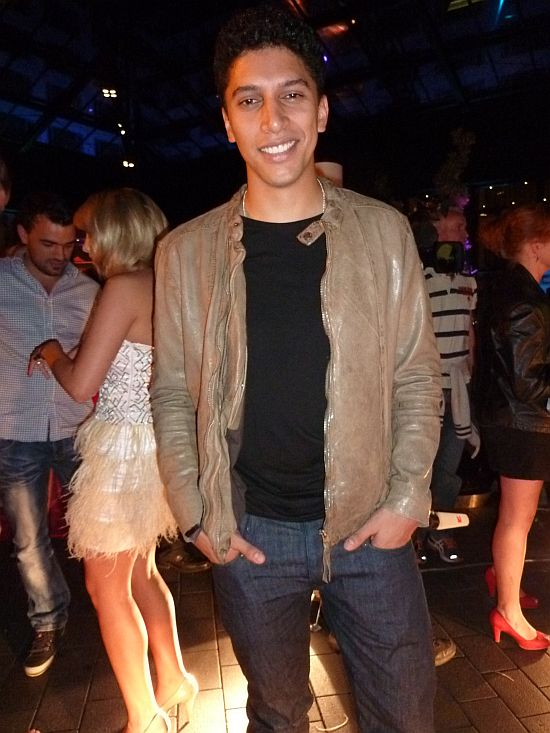
Andreas Bourani; * 2. November

- 02. November: Andreas Bourani, deutscher Musiker
- 02. November: Robert Lonsdale, britischer Schauspieler
- 02. November: Patrick Schmiderer, österreichischer Musikproduzent und Komponist
- 05. November: Andreas Janke, deutsch-japanischer Geiger
- 08. November: Mark Harle, britischer Musiker
- 11. November: Erzsébet Seleljo, ungarische Saxophonistin
- 14. November: Chelsea Wolfe, US-amerikanische Singer-Songwriterin und Musikerin
- 21. November: Daniella Pick, israelische Sängerin, Model und Schauspielerin
- 22. November: Corey King Beaulieu, US-amerikanischer Gitarrist
- 25. November: Andrius Pojavis, litauischer Popmusiker

### Dezember
- 01. Dezember: Akala, britischer Rapper und Grime-Musiker
- 03. Dezember: Amanda Tosoff, kanadische Jazzmusikerin (Piano, Komposition)
- 13. Dezember: Katrin Siska, estnische Vloggerin und Musikerin
- 13. Dezember: Marina Wladimirowna Dewjatowa, russische Sängerin
- 16. Dezember: Joshua Roman, US-amerikanischer Cellist und Komponist
- 19. Dezember: Beate Ritter, österreichische Opernsängerin († 2025)
- 24. Dezember: Maarten Heijmans, niederländischer Schauspieler und Sänger
- 29. Dezember: Jessica Andrews, US-amerikanische Country- und Pop-Sängerin

### Genaues Geburtsdatum unbekannt
- Amewu, deutscher Hip-Hop-Künstler
- Anna.Luca, deutsch-schwedische Popjazz-Musikerin (Gesang, Songwriting)
- Asu, rumänischer Musikproduzent, Sänger und Songwriter
- David Afkham, deutscher Dirigent
- Jérémy Barès, französischer Gitarrist
- René Bornstein, deutscher Jazzmusiker
- John Bouz, kanadischer Komponist, Pianist und Organist
- Jasmine Choi, koreanische Flötistin
- Gaspar Claus, französischer Cellist
- Quinn Collins, US-amerikanischer Komponist
- Assia Cunego, italienische Harfenistin
- Björn SC Deigner, deutscher Dramatiker, Theatermusiker und Hörspielmacher
- Black Dillinger, Reggae-Musiker
- Joanna Duda, polnische Jazzmusikerin (Piano, Synthesizer, Sampling, Komposition)
- Kerstin Eden, deutsche DJ und Musikproduzentin
- Mal Élevé, deutsch-französischer Musiker
- Peter Gijsbertsen, niederländischer Opernsänger
- Ivan Habernal, tschechischer Jazzmusiker und Informatiker
- Fawzi Haimor, US-amerikanischer Dirigent arabischer Familienherkunft
- Matthias Havinga, niederländischer Organist und Hochschullehrer
- Oscar Jan Hoogland, niederländischer Jazz- und Improvisationsmusiker
- Srđan Ivanović, bosnischer Fusion- und Jazzmusiker (Schlagzeug, Komposition)
- Clément Janinet, französischer Jazzmusiker (Geige, Komposition)
- Tatia Jibladze, georgische Opernsängerin (Mezzosopran)
- Sven Jungbeck, deutscher Gitarrist
- Demian Kappenstein, deutscher Jazz- und Popmusiker
- Solène Kermarrec, französische Cellistin
- Philipp Kohl, deutscher Filmregisseur, Autor und Musiker
- Caroline Kox, deutsch-luxemburgische Komponistin, Filmemacherin und Filmproduzentin
- Robert Kretzschmar, deutscher Schlagzeuger, Songwriter und Produzent
- Nadja Loschky, deutsche Musiktheaterregisseurin
- Anna Margolina, deutsch-belarussische Jazzsängerin
- Marcos Menha, brasilianischer Balletttänzer
- Moe Mitchell, deutscher Soul-Sänger und Rapper
- Alexander Nachama, deutscher Rabbiner und Kantor
- Tareq Nazmi, deutscher Opernsänger
- Alexander Niehues, deutscher katholischer Kirchenmusiker und Domkapellmeister
- Tobias Obentheuer, deutscher Filmregisseur, Drehbuchautor und Musikproduzent
- Linnea Olsson, schwedische Sängerin und Songschreiberin
- Immanuel Ott, deutscher Musiktheoretiker, Komponist und Hochschullehrer
- Marcin Pączkowski, polnischer Komponist und Dirigent
- R.E.A.L, deutscher Gospel-Rapper, Unternehmer und Autor
- Riopy, französisch-britischer Pianist und Komponist
- David Scheid, österreichischer Kabarettist, Schauspieler und DJ
- Jared Schonig, US-amerikanischer Jazzmusiker
- Srdjan Vukašinović, Schweizer klassischer und Volksmusik-Akkordeonist serbischer Herkunft

### Geboren um 1983
- Sarah Bowden, australische Theater- und Musicaldarstellerin sowie Opernsängerin
- John Holmström, schwedischer Jazz- und Improvisationsmusiker
- Sam Kulik, US-amerikanischer Musiker (Posaune, Elektronik)
- Annabelle Luis, französische Cellistin
- Daniel Sebastian Scholz, deutscher Musiker, Psychologe und Verhaltenstherapeut

## Gestorben

### Januar
- 06. Januar: Julius Gaidelis, litauischer Komponist und Dirigent (* 1909)
- 11. Januar: Hubert Mittendorf, deutscher Schauspieler, Musicaldarsteller und Hörspielsprecher (* 1934)
- 12. Januar: Frédérique Petrides, US-amerikanische Dirigentin belgischer Herkunft (* 1903)
- 13. Januar: Alberto Poltronieri, italienischer Violinist und Musikpädagoge (* 1892)
- 16. Januar: Carlos Bonnet, venezolanischer Komponist und Dirigent (* 1892)
- 16. Januar: Fritz Neumeyer, deutscher Cembalist, Pianist, Musikwissenschaftler und Komponist (* 1900)
- 23. Januar: Court Stone, kanadischer Pianist; Komponist und Musikpädagoge (* 1919)
- 28. Januar: Billy Fury, englischer Rockmusiker (* 1940)

### Februar
- 02. Februar: Sam Chatmon, US-amerikanischer Blues-Musiker (* 1897)
- 08. Februar: Alfred Wallenstein, US-amerikanischer Dirigent und Cellist (* 1898)
- 12. Februar: Eubie Blake, US-amerikanischer Pianist und Komponist (* 1887)
- 13. Februar: Gerald Strang, US-amerikanischer Komponist (* 1908)
- 20. Februar: Rosanna Falasca, argentinische Tangosängerin (* 1953)
- 22. Februar: Adrian Boult, englischer Dirigent (* 1889)
- 23. Februar: Herbert Howells, englischer Komponist (* 1892)
- 28. Februar: Winifred Atwell, trinidader Pianistin (* 1914)
- 28. Februar: Sepp Tanzer, österreichischer Komponist für Blasmusik (* 1907)

### März
- 06. März: Cathy Berberian, US-amerikanische Sängerin und avantgardistische Komponistin (* 1925)
- 06. März: Ferrucio Calusio, argentinischer Dirigent (* 1889)
- 06. März: Reinhold Scharnke, deutscher Journalist, Musikschriftsteller, Musikkritiker, Komponist und Musikpädagoge (* 1899)
- 07. März: Igor Markevitch, russischer Komponist und Dirigent (* 1912)
- 08. März: Chabuca Granda, peruanische Lyrikerin, Liedermacherin und Folkloristin (* 1920)
- 14. März: Florian Mueller, US-amerikanischer Oboist und Komponist (* 1909)
- 17. März: Gigi Gryce, US-amerikanischer Jazz-Saxophonist (* 1925)
- 21. März: Maurice Franck, französischer Komponist und Musikpädagoge (* 1897)
- 27. März: Jānis Ivanovs, lettischer Komponist (* 1906)
- 27. März: Arnold van Wyk, südafrikanischer Komponist (* 1916)
- 28. März: Walter Reisch, US-amerikanischer Drehbuchautor, Liedertexter und Filmregisseur österreichischer Herkunft (* 1903)

### April
- 01. April: Marc Vaubourgoin, französischer Komponist (* 1907)
- 02. April: Clifford Raymond „Cliff“ Carlisle, US-amerikanischer Country-Sänger (* 1904)
- 07. April: Bernie Piltch, kanadischer Jazzsaxophonist, -klarinettist und -flötist (* 1927)
- 08. April: Sigurd Björling, schwedischer Opernsänger (Bassbariton) (* 1907)
- 12. April: Ekaterina Scherf, österreichische Dirigentin (* 1896)
- 14. April: Pete Farndon, britischer Rockmusiker (* 1952)
- 14. April: Elisabeth Lutyens, britische Komponistin (* 1906)
- 22. April: Earl Hines, US-amerikanischer Jazz-Pianist und Bandleader (* 1903)
- 25. April: Carroll Glenn, US-amerikanische Violinistin (* 1918)
- 26. April: Caspar Bröcheler, deutscher Opernsänger (* 1911)
- 29. April: Hanspeter Scherr, deutscher Komponist und Chorleiter (* 1928)
- 30. April: George Balanchine, russischer Choreograph, Gründer des American Ballet (* 1904)

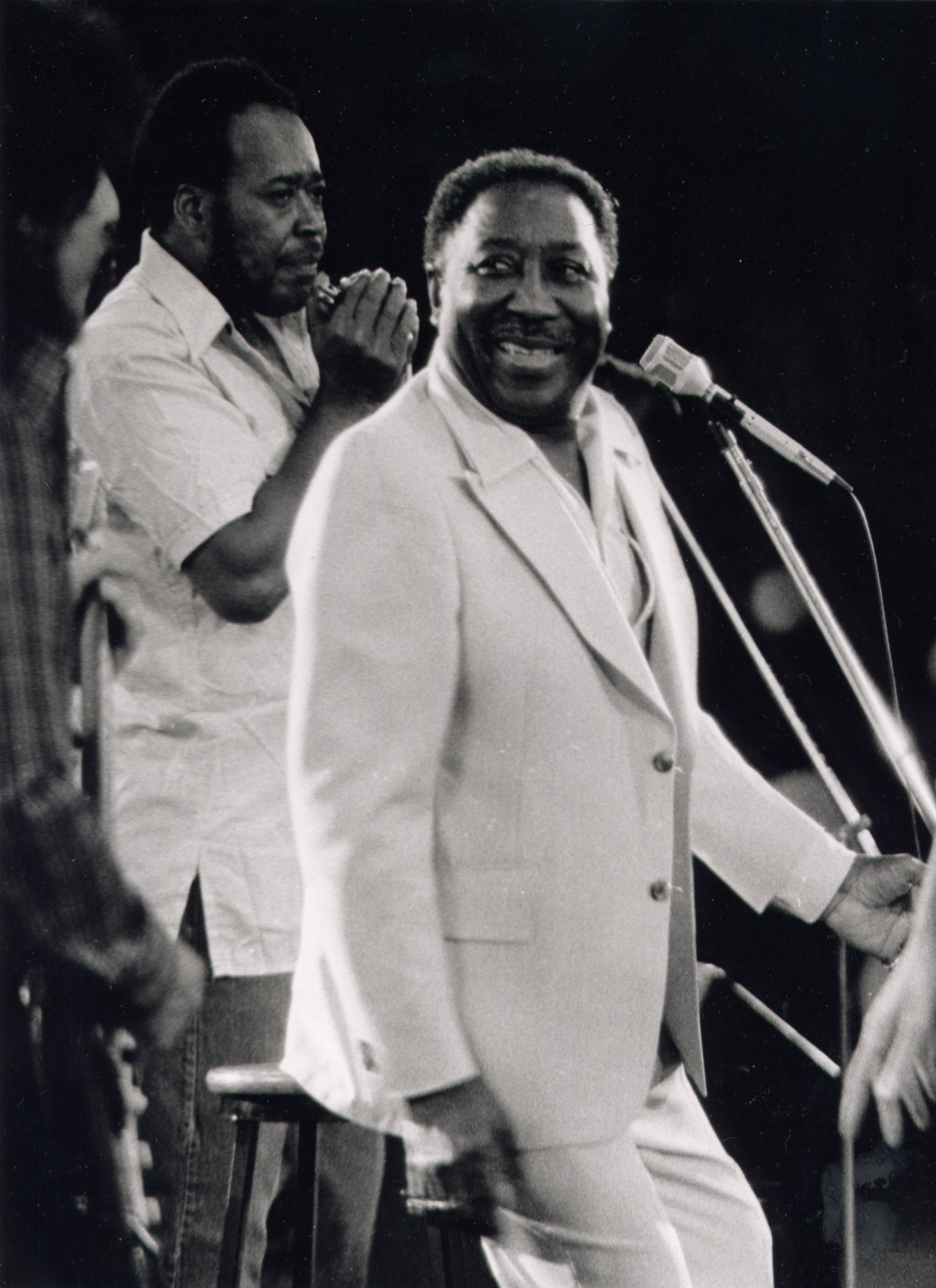
Muddy Waters; † 30. April

- 30. April: Muddy Waters, US-amerikanischer Bluesmusiker (* 1913)

### Mai
- 06. Mai: Kai Winding, US-amerikanischer Jazzposaunist dänischer Herkunft (* 1922)
- 09. Mai: Miguel Nijensohn, argentinischer Bandleader, Arrangeur, Tangopianist und -komponist (* 1911)
- 13. Mai: Sylvio Lacharité, kanadischer Dirigent und Komponist (* 1914)
- 16. Mai: Roman Jankowiak, polnischer Dirigent und Musikpädagoge (* 1914)

### Juni
- 04. Juni: Gerhard Nestler, deutscher Musikpädagoge und Komponist (* 1900)
- 07. Juni: Daniil Alexandrowitsch Amfiteatrow, russisch-US-amerikanischer Komponist, Orchesterleiter und Filmkomponist (* 1901)
- 10. Juni: Nadia Reisenberg, US-amerikanische Pianistin und Musikpädagogin (* 1904)
- 12. Juni: J. B. Hutto, US-amerikanischer Blues-Musiker (* 1926)
- 17. Juni: Ruggero Gerlin, italienischer Cembalist und Musikpädagoge (* 1899)
- 17. Juni: Peter Mennin, US-amerikanischer Komponist (* 1923)
- 20. Juni: Ana María González, mexikanische Sängerin (* 1920)
- 22. Juni: Nazaire De Wolf, belgischer Komponist und Bandleader (* 1917)
- 25. Juni: Alberto Ginastera, argentinischer Komponist (* 1916)

### Juli
- 05. Juli: Harry James, amerikanischer Trompeter und Bandleader (* 1916)
- 05. Juli: Václav Trojan, tschechischer Komponist (* 1907)
- 05. Juli: Konrad Wölki, deutscher Komponist und Mandolinist (* 1904)
- 10. Juli: Werner Egk, deutscher Komponist (* 1901)
- 12. Juli: Chris Wood, britischer Rockmusiker (* 1944)
- 17. Juli: Roosevelt Sykes, US-amerikanischer Blues-Pianist (* 1906)
- 23. Juli: Georges Auric, französischer Komponist (* 1899)

### August
- 02. August: James Jamerson, US-amerikanischer Bassist (* 1936)
- 06. August: Klaus Nomi, Countertenor (* 1944)
- 07. August: Nicolae Brânzeu, rumänischer Komponist und Dirigent (* 1907)
- 12. August: Mouse Bonati, US-amerikanischer Jazzmusiker (* 1930)
- 14. August: Omer Létourneau, kanadischer Organist und Pianist, Komponist, Musikverleger und -pädagoge (* 1891)
- 17. August: Sidi Tal, österreichisch-sowjetische Sängerin und Schauspielerin (* 1912)
- 20. August: Emanuel Winternitz, österreichischer Jurist und US-amerikanischer Musikwissenschaftler (* 1898)
- 00. August: Emilio Capacetti, puerto-ricanischer Sänger (* 1895)

### September
- 01. September: Arthur Herzog Jr., US-amerikanischer Komponist (* 1900)
- 02. September: Maruja Pacheco Huergo, argentinische Pianistin, Komponistin, Sängerin, Schauspielerin und Dichterin (* 1916)
- 08. September: Alexander Ecklebe, deutscher Komponist, Musiker und Hörfunkmitarbeiter (* 1904)
- 15. September: Willie Bobo, US-amerikanischer Jazz-Perkussionist (* 1934)
- 15. September: Johnny Hartman, US-amerikanischer Jazzsänger (* 1923)
- 18. September: Roy Milton, US-amerikanischer Blues-Schlagzeuger, Sänger, Songschreiber und Bandleader (* 1907)
- 21. September: Fayza Ahmed, ägyptische Sängerin und Schauspielerin (* 1934)
- 29. September: Berthe Trümpy, Schweizer Tänzerin und Tanzpädagogin (* 1895)

### Oktober
- 06. Oktober: Hans Moeckel, Schweizer Komponist und Dirigent (* 1923)
- 08. Oktober: Ina Lohr, niederländisch-schweizerisch Violinistin, Kirchenmusikerin, Komponistin, Musikpädagogin und Autorin (* 1903)
- 11. Oktober: Pauline Alderman, US-amerikanische Musikwissenschaftlerin und Komponistin (* 1893)
- 16. Oktober: Øivin Fjeldstad, norwegischer Komponist und Dirigent (* 1903)
- 16. Oktober: Theodor Karl Lieven, deutscher Autor und Komponist (* 1902)
- 17. Oktober: Herbert Roth, populärer Komponist und Interpret volkstümlicher Musik (* 1926)
- 20. Oktober: Merle Travis, Country-Musiker und Songwriter (* 1917)
- 25. Oktober: Hermann Ambrosius, deutscher Komponist und Musikpädagoge (* 1897)
- 00. Oktober: Cécile Staub Genhart, US-amerikanische Pianistin und Musikpädagogin (* 1898)

### November
- 01. November: Anthony van Hoboken, Musikwissenschaftler (* 1887)
- 07. November: Maria Elsner, deutsch-ungarische Opernsängerin (* 1905)
- 07. November: Germaine Tailleferre, französische Komponistin (* 1892)
- 08. November: James Carroll Booker III, US-amerikanischer Blues-, Boogie- und Jazz-Pianist, Organist und Sänger (* 1939)
- 11. November: Arno Babadschanjan, armenischer Komponist (* 1921)
- 15. November: Giulio Cogni, italienischer Schriftsteller, Rassentheoretiker, Komponist und Musikkritiker (* 1908)
- 21. November: Glenn Kruspe, kanadischer Organist, Dirigent und Musikpädagoge (* 1909)
- 26. November: Carl Seemann, deutscher Pianist (* 1910)
- 30. November: Anatolij Kos-Anatolskyj, ukrainischer Komponist (* 1909)

### Dezember
- 05. Dezember: Casandra Damirón, dominikanische Sängerin (* 1919)
- 07. Dezember: Antal Molnár, ungarischer Komponist und Musikwissenschaftler (* 1890)
- 13. Dezember: Ida Russka, österreichische Sängerin, Schauspielerin und Regisseurin (* 1890)
- 15. Dezember: Andrzej Bieżan, polnischer Komponist und Pianist (* 1945)
- 17. Dezember: Joseph Ernest Zivelli, US-amerikanischer Geiger, Komponist und Dirigent (* um 1895)
- 21. Dezember: Alf Linder, schwedischer Organist und Musikpädagoge (* 1907)
- 24. Dezember: Isobel Baillie, schottische Sopranistin (* 1895)
- 25. Dezember: Günther Baum, deutscher Opernsänger und Gesangspädagoge (* 1906)
- 28. Dezember: Dennis Wilson, US-amerikanischer Musiker (The Beach Boys) (* 1944)
- 29. Dezember: Erhard Quack, deutscher Kirchenlieddichter und -komponist (* 1904)